# 海物語シリーズ
海物語シリーズ（うみものがたりシリーズ）とは、三洋物産発売のパチンコ・パチスロ機シリーズの一つである。「海シリーズ」とも呼ばれる。2025年6月現在の最新機は、パチンコが『PA海物語3R3』、パチスロが『Sスーパー海物語 IN JAPAN祭』。

## 概要
三洋物産から発売されたパチンコ機シリーズで、横スクロール5ラインの図柄配列をもつ。その名の通り、海を舞台としている。シリーズを通してシンプルな演出が特徴で、各作品とも人気が高い。マリンなどのキャラクターや魚群予告など、基本的な演出はシリーズを通して一貫している。また、海物語シリーズの人気にあやかるため、他社からも海を舞台にした横スクロール5ラインの図柄配列をもつパチンコ機が発売されている。このため『CRスーパー海物語』以降の作品からは、三洋物産製の海物語シリーズであることを示す海マークと呼ばれるロゴが貼付される事となった。2009年で海物語シリーズが10周年を迎えた。
『海物語』が発売される前の1995年、SANKYOから『マーメイドSP』という独特な4分割デジタルを使用した3回権利モノは魚のリールにマリンちゃんという人魚のキャラクターが出ていたためSANKYOから著作権侵害を指摘される事があったようだが法的問題には至っていない。
韓国では『パダイヤギ（바다 이야기）』（直訳すると海物語）という賭博機（メダルチギ）がある。『海物語』の中古機が輸出されて改造されたものであるが、公式ではなくメーカーは関知していない。

## 機種一覧
| #  | 名称                                                     | 発売                                                  | 備考 |
| -- | -------------------------------------------------------- | ----------------------------------------------------- | --- |
| 01 | 海物語                                                   | 1999年02月                                            | CR機と現金機が存在する。 |
| 02 | CR新海物語                                               | 2002年11月                                            | シリーズで初めて確変と時短の両方を搭載。 |
| 03 | CR新海物語スペシャル                                     | 2004年10月                                            | |
| 04 | CR大海物語                                               | 2005年03月14日                                        | 本機から演出形態の異なる3つのモードが搭載。 |
| 05 | CRスーパー海物語                                         | 2006年05月15日                                        | 新キャラクターとしてワリンが登場。 2016年8月に復刻版『CRスーパー海物語 M55X3』が発売された。 |
| 06 | CRスーパー海物語 遊パチ                                  | 2006年10月30日                                        | シリーズ初の遊パチタイプ。 2017年1月に復刻版『CRAスーパー海物語 SAE5』が発売された。 |
| 07 | CRスーパー海物語 IN 沖縄                                 | 2007年02月25日                                        | 本機から一発告知役物（ハイビスカスフラッシュ）と2R確変を搭載。 |
| 08 | CRスーパー海物語 IN 沖縄 遊パチ                          | 2007年05月7日                                         | |
| 09 | CRハイパー海物語 IN カリブ                               | 2007年10月22日                                        | シリーズ初の左右非対称盤面。 シリーズ初のイメージソングを搭載。 |
| 10 | CRAハイパー海物語 IN カリブ 遊パチ                       | 2008年02月4日                                         | 本機種から遊パチタイプの機種名の先頭がCRA表記になった。 |
| 11 | CR大海物語スペシャル                                     | 2008年07月14日                                        | 大海物語シリーズ初の一発告知役物（パールフラッシュ）を搭載。 2016年12月に復刻版『CR大海物語スペシャル MTE15』が発売された。 |
| 12 | CRA大海物語スペシャル With アグネス・ラム                | 2008年11月4日                                         | シリーズ初のタイアップ機種。 2017年9月に復刻版『CRA大海物語スペシャル With アグネス・ラム SAP13』が発売された。 |
| 13 | CRスーパー海物語 IN 地中海                               | 2009年06月8日                                         | |
| 14 | CRAスーパー海物語 IN 地中海 遊パチ                       | 2009年08月24日                                        | |
| 15 | CRスーパー海物語 IN 沖縄2                                | 2009年11月16日                                        | 2018年11月に復刻版『Pスーパー海物語 IN 沖縄2 SAHS』が発売された。 |
| 16 | CRAスーパー海物語 IN 沖縄2 遊パチ                        | 2010年02月15日                                        | |
| 17 | CRスーパー海物語 IN 沖縄 桜バージョン                    | 2010年04月12日                                        | 『CRスーパー海物語 IN 沖縄 桜バージョン マックス』（398バージョン）と『CRスーパー海物語 IN 沖縄 桜バージョン ライト』（198バージョン）と『CRスーパー海物語 IN 沖縄 桜バージョン ビッグ』（249バージョン）の3種類が発売された。タイトルにナンバリングは無いが、『CRスーパー海物語 IN 沖縄2』シリーズに含まれる。   |
| 18 | CRAハネ海物語                                            | 2010年07月20日                                        | シリーズ初の羽根モノ。 |
| 19 | CR新海物語 With アグネス・ラム                           | 2010年11月5日                                         | 型式名は『CR新海物語』。349バージョンと299バージョンが発売された。 |
| 20 | CRA新海物語 With アグネス・ラム 遊パチ                   | 2011年02月7日                                         | 型式名は『CR新海物語』。 |
| 21 | CR新海物語 With アグネス・ラム ライト                    | 2011年02月7日                                         | 型式名は『CR新海物語』。 |
| 22 | CRプレミアム海物語                                       | 2011年10月3日                                         | シリーズ初となる2層式ドラム（メインドラムと図柄ドラムの2層構造）並びに節電機能を搭載。 『CRプレミアム海物語 ゴールド』（354バージョン）と『CRプレミアム海物語 プラチナ』（304バージョン）の2種類が発売された。 |
| 23 | CRAプレミアム海物語 〜ぼのぼのが遊びに来たよ!〜          | 2011年12月6日                                         | 漫画『ぼのぼの』とコラボレーション。 |
| 24 | CRプレミアム海物語 GO楽                                  | 2012年02月6日                                         | |
| 25 | CR大海物語2                                              | 2012年04月2日                                         | シリーズ初のタッチセンサー搭載機種。 |
| 26 | CRA大海物語2 With アグネス・ラム                         | 2012年07月30日                                        | |
| 27 | CRデラックス海物語                                       | 2012年11月5日                                         | シリーズ初となるランクアップ式ボーナスであるクジラッキーボーナスを搭載。 |
| 28 | CRAデラックス海物語 with T-ARA                           | 2013年02月4日                                         | |
| 29 | CRスーパー海物語 IN 沖縄3                                | 2013年07月8日                                         | ウリンが海物語シリーズ初登場。スペシャル魚群タイムが初搭載された。 |
| 30 | CRAスーパー海物語 IN 沖縄3 遊パチ                        | 2013年12月2日                                         | |
| 31 | CR海物語アクア                                           | 2014年02月3日                                         | |
| 32 | CRスーパー海物語 IN 沖縄3 桜バージョン                   | 2014年04月7日                                         | 『CRスーパー海物語 IN 沖縄3 桜バージョン マックス』（399バージョン）と『CRスーパー海物語 IN 沖縄3 桜バージョン ライト』（199バージョン）の2種類が発売された。型式名は『CRスーパー海物語 IN 沖縄3』。 |
| 33 | CRA海物語アクア with 吉木りさ                            | 2014年06月2日                                         | |
| 34 | CRまわるんパチンコ大海物語3                              | 2014年11月4日                                         | まわるんシステムを採用。 |
| 35 | CR大海物語3スペシャル                                    | 2015年04月6日                                         | 『CRまわるんパチンコ大海物語3』のまわるんシステム非搭載版。 |
| 36 | CRA大海物語3 With アグネス・ラム                         | 2015年05月11日                                        | まわるんシステムを採用。 |
| 37 | CR大海物語BLACK                                          | 2015年07月6日                                         | 『大海物語BLACK マックス』（399バージョン）と『CR大海物語BLACK ライト』（199バージョン）の2種類が発売された。タイトルにナンバリングは無いが、『CR大海物語3』シリーズに含まれる。 |
| 38 | CRスーパー海物語 IN JAPAN                                | 2015年12月7日                                         | 319バージョンと239バージョンの2種類。 デジタル光式JAPANフラッシュ搭載機。 |
| 39 | CR海物語3R                                               | 2016年02月8日                                         | 1999年登場の『CR海物語3R』のリメイク。『CR海物語3R1』（319バージョン）と『CRA海物語3R』（99バージョン）と『ちょいパチ海物語3R29』（29バージョン）の3種類が発売された。遊パチ版は初の確変ループ機となる。ちょいパチ版には確変が存在しない。 シリーズ初となるMy海カスタム（演出期待度を調整できるシステム）を搭載。 |
| 40 | CRAスーパー海物語 IN JAPAN with 桃太郎電鉄               | 2016年07月4日                                         | 『桃太郎電鉄』とコラボレーション。 |
| 41 | CRスーパー海物語 IN 沖縄4                                | 2016年10月3日                                         | 新枠のマリンシェル枠（MTC）と既存のイルミオ枠（MTBZ）がある。 新モードのハイビスカスモードを搭載。 |
| 42 | CRスーパー海物語 IN JAPAN 金富士バージョン               | 2017年02月6日                                         | 319バージョンと199バージョンの2種類が発売された。 |
| 43 | CRAスーパー海物語 IN 沖縄4 with アイマリン               | 2017年05月8日                                         | |
| 44 | CRスーパー海物語 IN 沖縄4 桜バージョン                   | 2017年07月3日                                         | 『CRスーパー海物語 IN 沖縄4 桜バージョン 新マックス』（319バージョン）と『CRスーパー海物語 IN 沖縄4 桜バージョン ライト』（199バージョン）の2種類が発売された。 |
| 45 | CR大海物語4                                              | 2017年12月4日                                         | 新ステージのクリスタルステージを搭載。 |
| 46 | CR大海物語4 With アグネス・ラム 遊デジ119ver.            | 2018年04月2日                                         | シリーズ初の遊デジタイプ。 |
| 47 | CR大海物語4 BLACK                                        | 2018年07月2日                                         | |
| 48 | Pスーパー海物語 IN JAPAN2                                | 2019年04月22日                                        | |
| 49 | PAスーパー海物語 IN JAPAN2 with 太鼓の達人               | 2019年10月7日                                         | 『太鼓の達人』とコラボレーション。 |
| 50 | PA海物語3R2                                              | 2020年01月6日                                         | 『PA海物語3R2』（99バージョン）と『Pちょいパチ海物語3R2』（49バージョン）の2種類が発売された。 |
| 51 | PAスーパー海物語 IN 地中海                               | 2020年03月2日                                         | 89バージョンと設定付きタイプの2種類が発売された。 |
| 52 | Pスーパー海物語 IN JAPAN2 金富士バージョン               | 2020年09月7日                                         | 319バージョンと199バージョンの2種類が発売された。 |
| 53 | P大海物語4スペシャル                                     | 2020年12月7日                                         | シリーズ初となる遊タイムを搭載。 |
| 54 | PA大海物語4スペシャル With アグネス・ラム                | 2021年02月8日                                         | |
| 55 | P大海物語4スペシャル BLACK                               | 2021年05月24日                                        | |
| 56 | Pスーパー海物語 IN 沖縄5                                 | 2021年07月5日                                         | |
| 57 | Pまわるん大海物語4スペシャル With アグネス・ラム 119ver. | 2021年08月2日                                         | まわるんシステムを採用。 |
| 58 | PAスーパー海物語 IN JAPAN2 金富士99バージョン            | 2021年08月2日                                         | |
| 59 | PAスーパー海物語 IN 沖縄5 with アイマリン                | 2021年09月6日                                         | |
| 60 | Pスーパー海物語 IN 沖縄5 桜ver                           | 2021年10月18日（満開319） 2021年11月8日（早咲き199）  | 319バージョンと199バージョンの2種類が発売された。 |
| 61 | PA海物語3R2スペシャル                                    | 2021年12月20日（北海道） 2022年01月11日（その他地域） | |
| 62 | Pスーパー海物語 IN 沖縄5 夜桜超旋風                      | 2022年07月19日                                        | |
| 63 | PA新海物語                                               | 2022年08月22日                                        | シリーズ初となる突然時短を搭載。 |
| 64 | PAスーパー海物語 IN 沖縄5 夜桜超旋風 99ver.              | 2023年01月10日                                        | |
| 65 | P大海物語5                                               | 2023年02月6日                                         | |
| 66 | PA大海物語5 With アグネス・ラム                          | 2023年07月3日                                         | シリーズ初となるコンプリート機能を搭載。 |
| 67 | e新海物語349                                             | 2023年10月2日                                         | シリーズ初のスマートパチンコ。 周期Cタイム搭載。 |
| 68 | P大海物語5 ブラック                                      | 2023年12月4日                                         | |
| 69 | PAスーパー海物語 IN 地中海2                              | 2024年08月5日                                         | ラッキートリガー搭載 (95%継続) |
| 70 | P大海物語5スペシャル                                     | 2024年11月5日                                         | |
| 71 | e大海物語5スペシャル                                     | 2024年11月5日                                         | |
| 72 | PA大海物語5 ブラック LT99ver.                            | 2025年03月3日                                         | |
| 73 | P海物語 極JAPAN                                          | 2025年05月7日                                         | |
| 74 | PA海物語3R3                                              | 2025年06月2日                                         | |
| 75 | Pスーパー海物語 IN 沖縄6                                 | 2025年10月6日                                         | |

### 復刻版
| #  | 名称                                      | 発売           | 備考 |
| -- | ----------------------------------------- | -------------- | --- |
| 01 | CRスーパー海物語                          | 2016年08月15日 | |
| 02 | CR大海物語スペシャル                      | 2016年12月15日 | |
| 03 | CRAスーパー海物語 遊パチ                  | 2017年01月10日 | |
| 04 | CRA大海物語スペシャル With アグネス・ラム | 2017年10月2日  | 『CRA大海物語スペシャル With アグネス・ラム』（99バージョン）と『ちょいパチ大海物語スペシャル With アグネス・ラム 39』（39バージョン）の2種類が発売された。 |
| 05 | Pスーパー海物語 IN 沖縄2                  | 2018年11月5日  | シリーズ初の設定付きタイプ。 『Pスーパー海物語 IN 沖縄2』（119バージョン）と『PAスーパー海物語 IN 沖縄2』（99バージョン）の2種類が発売された。              |

### ドラム海物語シリーズ
| #  | 名称                               | 発売           | 備考 |
| -- | ---------------------------------- | -------------- | --- |
| 01 | CRドラム海物語                     | 2017年08月21日 | 『CRドラム海物語 229バージョン』と『CRAドラム海物語 99バージョン』と『CRAドラム海物語 77DS』（77バージョン）の3種類が発売された。 |
| 02 | CRドラム海物語 BLACK               | 2018年03月5日  | |
| 03 | PAドラム海物語 IN 沖縄             | 2019年02月4日  | 設定付きタイプ。 『PAドラム海物語 IN 沖縄』（109バージョン）と『PAドラム海物語 IN 沖縄 GO』（99バージョン）の2種類が発売された。  |
| 04 | Pドラム海物語 IN 沖縄 桜バージョン | 2019年08月5日  | |
| 05 | PAドラム海物語 IN JAPAN            | 2020年11月2日  | ドラム海物語シリーズ初となる遊タイム及び突然時短を搭載。                                                                          |

## 関連作品

### 海を舞台とした作品
ギンギラパラダイス
公式の海物語シリーズには含まれていないが、海物語シリーズの元祖であり権利物。略称は「ギンパラ」。現金機では3回権利の『ギンギラパラダイス』、2回権利の『ギンギラパラダイス2』、変則3回権利の『ギンギラパラダイスV』の3機種が、CR機では1回ループの『CRギンギラパラダイス』が存在する。基本的な演出形態は本作で既に完成されている。マリンも登場する。
ギンギラパニック
2001年2月発売。『海物語』の後に発表された作品。マリンや図柄キャラクターが3D化され、一部の図柄キャラクターが変更された。また演出フローも大きく変更された。

### 海物語フレンズ
2010年より、海物語シリーズと関連が深い機種には「海フレンズ」の名称が付けられるようになった。当初はマリンなど主要キャラクターが登場するという共通点があった。
なお2013年現在は「海物語フレンズ」に表記を変更しているほか、一部の過去作品についても遡って「海物語フレンズ」認定を行っている。それに伴い、必ずしもマリンなど主要キャラクターが登場するとは限らなくなった。
ギンギラパラダイスシリーズ
CRギンギラパラダイス2
2010年8月2日発売の『海フレンズ』第1弾。前作『ギンギラパラダイス』から15年ぶりの新作として登場。権利物ではなくデジパチ・羽根モノ混合タイプとなっている。『CR大海物語スペシャル』のマイナーチェンジ版。
CRギンギラパラダイス 情熱カーニバル
2014年8月4日発売。ギンギラパラダイスシリーズの第3弾。
CRギンギラパラダイス クジラッキーと砂漠の国
2015年9月7日発売。ギンギラパラダイスシリーズの第4弾。
Pギンギラパラダイス 夢幻カーニバル
2021年4月19日発売。ギンギラパラダイスシリーズの第5弾。この作品から海フレンズではなく海物語シリーズとして扱われている。
P元祖ギンギラパラダイス
2022年5月9日発売。1995年に発売された『ギンギラパラダイス』を現代仕様にアレンジした機種。
わんわんパラダイスシリーズ
CRワンワンパラダイス
1999年10月発売。
CRプリティーわんわん
2002年6月発売。
CRにゃんにゃんパラダイス
2004年8月発売。『CR新海物語』及び『CRワンワンパラダイス』のマイナーチェンジ版。
CR大わんわんパラダイス（初代）
2005年1月15日発売。
CRスーパーわんわんパラダイス
2007年6月24日発売。『CRスーパー海物語』のマイナーチェンジ版。
CR大わんわんパラダイス（二代目）
2012年6月4日発売。『海フレンズ』第3弾で『CR大海物語2』のマイナーチェンジ版。ライトミドルSTタイプで右打ち消化仕様となっている。
CRわんわんパラダイス in 沖縄
2013年8月18日発売。『CRスーパー海物語 IN 沖縄3』のマイナーチェンジ版。この作品から主人公のラブはマリンの妹から従姉妹という設定に変更された。
CRスーパーわんわんパラダイス おかわりver.
2016年11月7日発売。時短機タイプで右打ち消化仕様となっている。
PAわんわんパラダイスV
2021年3月8日発売。時短突破型のV-STタイプ。
Pわんニャンアドベンチャー
2023年6月5日発売。デジパチ・羽根モノ混合タイプ。
PAわんわんパラダイス CELEBRATION
2024年10月7日発売。『PAわんわんパラダイスV』の正統後継機。時短突破型のV-STタイプ。
清流物語シリーズ
CR清流物語
2006年11月26日発売。
CR新清流物語
2013年5月7日発売。
CR清流物語3
2018年9月3日発売。
P清流物語4 ヌシを求めて4000匹
2025年1月6日発売。
雪物語シリーズ
CR雪物語
2011年1月11日発売。『海フレンズ』第2弾でスキー場が舞台のデジパチ。冬がテーマの台ということで広瀬香美の楽曲を全面的に採用しており、スーパーリーチや大当たり中には広瀬の過去のヒット曲が流れる。
CR雪物語2
2012年12月3日発売。ウリンの初登場作品。
GO!GO!マリンシリーズ
CR GO!GO!マリン
2005年11月28日発売。『CR大海物語』の後に発表された作品。マリンをメインキャラクターとした作品で、縦スクロールに5リール、リーチが掛かる場所は15ラインもあるという特徴的なリール配列を持ち、同時にリーチか掛かったライン数が多いほど期待度が高い。最大で6ライン同時にリーチが掛かり、6ラインリーチは大当たり確定である。図柄キャラクターはメインシリーズのものと同様だが、中央ラインには裏ザメは存在せず、カニ（9）の次はタコ（1）の図柄になる。海物語シリーズのキャラクターを使用しているものの、そのベースとなっているものは以前に販売された『CRキングパニック』である。
CR GO!GO!マリン ミラクル★バケーション
2015年1月13日発売。GO!GO!マリンシリーズの第2弾。
P GO!GO!マリン 超連撃BATTLE
2022年11月7日発売。GO!GO!マリンシリーズの第3弾。
その他
CRクジラッキー
2018年12月3日発売。

#### 海以外を舞台とした作品
以下は、三洋物産から発売されたパチンコ機のうち、海物語シリーズに似た画面演出を搭載し、かつ海物語フレンズに含まれない作品である。
- わんわんパラダイス
- アニマルパラダイス
- CRバードカーニバル
- CRムツゴロウの動物王国

## 基本演出の流れ
- 1.デジタル変動が始まる。
- 2.リーチが掛かるor何も起こらずハズレ。

（リーチが掛かった場合）
- 3.予告演出発生。発生タイミングは、2図柄が画面中央通過時。このタイミングで何も発生しない場合は無予告となる。
- 4.7図柄が画面中央通過時にスーパーリーチ発生。このタイミングで何も起こらない場合はノーマルリーチとなる。
- 5.2周目の7図柄中央通過までに中リールの回転が遅くなり、1コマ滑って停止。図柄が一直線に揃えば大当たり、揃わなければハズレとなる。
- 6.停止後、中リールが再始動した場合は大当り確定。また、Wラインでのリーチでの再始動発生時は奇数図柄での大当りが確定する。

## 泡と魚群
泡と魚群は、海物語シリーズの基本となる予告演出である。

### 泡予告
泡予告は、画面下から無数の泡が吹き出す演出である。この演出は、
- 発生するとスーパーリーチに発展する可能性がある。
- 発生頻度は高いため、大当たり期待度は低い。

という特徴を持つ。基本的には期待度が低い弱予告ではあるものの、大当たりに結びつくことも多々ある。予告が発生しなければノーマルリーチ確定であるため、期待度は低いが予告が発生しないよりは良いという予告である。
なお、現行機種の場合、無予告(ノーマルリーチ確定)でもスーパーリーチに発展すれば法則崩れで大当たり濃厚となる。
また、泡予告の上位版である大泡予告を搭載しているシリーズもあり、こちらは出現時点でノーマルリーチ、かつリーチ図柄の±1コマ以内での中リール停止が確定する。
(スーパーリーチに発展で大当り濃厚、±1コマ以外で止まった場合は再始動を伴う大当り濃厚)
さらに、一部機種では超泡予告という、泡予告で出現する泡が図柄揃いするまで出続けるというプレミアム演出が搭載されているものも存在する。(後述の超魚群予告の泡予告バージョン)
また、『P大海物語5』では新たにBIG泡予告という、大泡予告の泡以上に巨大な泡が出現するというプレミアム演出が追加された。
(当然、プレミアムなので奇数図柄揃いの大当たり濃厚)

### 魚群予告
魚群予告は、画面右から無数の魚の群れ（魚群）が通過する予告演出である。海物語シリーズの代名詞ともいえる予告演出。この演出は、
- 発生すればスーパーリーチへの発展が確定する。
- 発生頻度は低いが、大当たり期待度は高い。

という特徴を持つ。基本的には期待度が高い激アツ予告として認識されているが、実際の大当たり期待度は30%強程度になっており、当たるか外れるか判らないドキドキ感を味わうことができる。この予告によって、群=アツいというイメージが定着し、その後の多くの機種に○○群と呼ばれる類似した予告演出の群予告が搭載されることとなった。なお、『CRスーパー海物語』『CRスーパー海物語 IN 地中海』のマリンモードと『CRハイパー海物語 IN カリブ』のアドベンチャーモードでは、魚群は画面右からではなく画面奥から登場するようになっている(いずれもワリンチャンス時のみは画面右から)。
なお、現行機種の場合、魚群予告が発生したのにも関わらずノーマルリーチ止まりなら、法則崩れで大当たりが濃厚となる。

#### 魚群のプレミアム
赤魚群
赤魚群は『CR新海物語』から搭載されたプレミアム演出で、発生すればサム系のリーチが確定、つまり奇数図柄大当たり確定となる。赤いクマノミと濃い紫色の魚が混ざった魚群となっている。
超魚群
超魚群は、ボタンを使用する演出が搭載された『CR大海物語』のアトランティスモード・『CRスーパー海物語』のハワイモード・『CRスーパー海物語 IN 沖縄』の沖縄モードにて発生するプレミアム演出である。スーパーリーチ中にボタンを押しっ放しにすると、魚群の通過が止まらなくなる、図柄が揃うまで通過し続けることとなる。発生すれば奇数図柄大当たり確定である。
巨大魚群
巨大魚群は通常よりも大きなサイズの魚群が通過プレミアム演出で、『CRスーパー海物語』（IN 沖縄）のマリンモード・ハワイモード・沖縄モードに搭載されている。ハワイモード・沖縄モードの場合はスーパーリーチ中にボタンを押す、もしくは連打すると出現する可能性があり、マリンモードの場合はワリンチャンス発生時に出現することがある。発生すれば奇数図柄大当たり確定である。
逆魚群・スパイラル魚群
『CRスーパー海物語 IN 地中海』では魚群演出が豊富になり、左から魚群が現れる（逆魚群）・魚群がうねりながら進む（スパイラル魚群）などのプレミアムが追加された。
他社の海ものに搭載していた予告である。

## 登場キャラクター

### 人物など
マリン
海物語シリーズの主人公。誕生日は8月1日。18歳。身長164cm、体重はひみつ、スリーサイズはB:88W:54H:90。金髪のポニーテールが特徴。
サム
誕生日は7月13日。22歳。身長182cm、体重77kg、スリーサイズはB:95W:75H:98。緑の髪と筋肉質な体が特徴。『海物語』にて大当たり濃厚のプレミアムキャラクターとして初登場し、『CR新海物語』以降は奇数図柄大当たり濃厚のキャラクターとなった。マリンと同様、水中で呼吸できる。『CR新海物語』までは紫色の競泳パンツのみを着用していたが、『CR大海物語』以降は白いウェットスーツ、腰みのをつけたハワイアンのコスチューム、沖縄の民族衣装、海賊服、古代地中海文明風の衣装、緑と白の横縞のヨットパーカーも着用するようになった。
海物語シリーズ以外にも、同じ三洋物産の『ウキウキフィッシング』シリーズに登場しているが、そちらではトローリングリーチに登場するレギュラーキャラで、プレミアムキャラクターではない。そのリーチではカジキ釣りに挑戦しており、『CRスーパー海物語』のカジキリーチでの登場に繋がっている。
ワリン
『CRスーパー海物語』で初登場。誕生日は7月20日。18歳。身長167cm、体重47kg、スリーサイズはB:87W:53H:88。青い髪と青いビキニ、コウモリの翼のような髪飾り、左目の下の泣きボクロが特徴。作品によって水着のデザインが異なっている。やや癖のある性格で、大当たり時には「ホホホホホホ!」と高笑いし、ハズレ時には親指を噛んで悔しがる。15連荘達成時の大当たりラウンドの中のマリンとの会話によると、2人は仲が良いとのこと。『CRハイパー海物語 IN カリブ』のパイレーツモードでは、バトルリーチにて剣の腕前を披露する。
ワリンの名前の由来は、公式にはフィリピンに自生する蘭の一種であるワリン・ワリンから取られたとされている。一方で、初代ミスマリンちゃんの大久保麻梨子は、三洋物産のスタッフに「悪いことをするマリンちゃんがいたら面白いですよね。名前はワリンでどうですか？」と冗談で申し出たことが採用されたのかもしれない、と証言している。
『CR大海物語スペシャル』、『CRギンギラパラダイス2』、『CR海物語3R』、『CR大海物語4』、『PA海物語3R2』、『P大海物語4スペシャル』、『P元祖ギンギラパラダイス』には登場していない。
ウリン
パチンコ機では『CR雪物語2』（海シリーズでは『CRスーパー海物語 IN 沖縄3』）で初登場。マリンの妹。誕生日は8月8日。15歳。身長155cm。血液型はAB型。
スリーサイズはB:79W:52H:80。スポーツどダンスが趣味で、元気で活発な性格で負けず嫌い。お転婆な中学3年生の女の子で苦手なものはウミウシ。
誕生日の由来は「ハッピーハッピー」の語呂合わせとのこと。
クジラッキー
歴代海物語シリーズのロゴの「海」の一部や『CRスーパー海物語』より採用された海マークの中に描かれている、クジラを模したキャラクター。海マーク発表当時は特に名前はなかったが、『CRスーパー海物語 IN 地中海』の登場にあわせクジラッキーの名前が与えられ、どの場面でも出現すれば大当たり確定のプレミアムキャラクターとして登場。『CRハイパー海物語 IN カリブ』では、ロゴと盤面にアイパッチを身につけた海賊風の扮装で描かれており、同作のパイレーツモードでは、通常図柄大当りからの昇格スクロール画面中に、同じデザインで群で登場している。
2015年10月には、初の冠作品として『パチスロクジラッキー』が登場。主役に抜擢された。
クジラブリー
『CRスーパー海物語 IN 沖縄3』から登場。クジラッキーの意中の相手。彼と同様プレミアキャラクターである。
マンボウ
『ギンギラパラダイス』や『海物語』では、大当たりラウンドに登場するいちキャラクターでしかなく、『CR新海物語』以降登場することもなかったが、『CRスーパー海物語（IN 沖縄）』のハワイ（沖縄）モードで予告キャラクターとして登場した。『CRハイパー海物語 IN カリブ』以降は再び姿を消したが、『CRスーパー海物語 IN 沖縄2』の沖縄モードで予告キャラクターとして復活した。また、『パチスロスーパー海物語』ではマンボウモードの冠を得て、主役に抜擢された。
なお、『CRスーパー海物語 IN 地中海』の地中海モードではペリカンが、『CRデラックス海物語』のバカンスモードではトビウオが、『CR海物語アクア』のリゾートモードではマンタが類似した役割のキャラとして登場する。

### 図柄キャラクター
偶数図柄に魚類、奇数図柄に魚類以外の海棲生物が選出されている。図柄の配置は10.カサゴを除き、全シリーズを通して不変である。
1. タコ
2. ハリセンボン
3. カメ
4. サメ
5. エビ
6. アンコウ
7. ジュゴン
8. エンゼルフィッシュ
9. カニ
10. （カサゴ）

#### 10図柄と裏4
10図柄は3回権利の『ギンギラパラダイス』にのみ存在する図柄で、兄弟機のCRタイプや「2」、「V」にも使用されていない。『CRギンギラパラダイス』と以降の海物語シリーズの作品では、中段リールの9と1の間に4が存在し、これを「裏4」「裏ザメ」、『CR新海物語』以降は「緑ザメ」とも呼ばれる。これに対し、3と5の間に存在する4は「表4」「表ザメ」と呼ばれることもある。表4と裏4は同じ4ではあるが、内部的には違う図柄として扱われており、裏4が実質的には10図柄扱いとなっている。『海物語』では裏4で揃うと昇格スクロールが発生しなかったため最劣等の大当たり確定であったが、『CR新海物語』以降は数字が緑色に変更され、昇格スクロールが発生するようになった。発生した場合は1のタコになる。（シリーズによっては再始動演出で表4になり、昇格スクロールで5のエビになるという演出もある。）また、10図柄がなくなったことで上段と下段は9の隣が1になり、1と9の奇数図柄同士のダブルリーチが掛かるようになった。
『CRギンギラパラダイス2』では、プレミアムキャラクターとして10図柄のカサゴが復活した。

## パチスロ
かつては三洋物産がパチンコ専業メーカーであったため、パチスロでも海物語シリーズの人気の高さにあやかろうと、過去に海物語をモチーフとした以下のような台が発売されている。
- パチスロ海物語（サミー・販売は三洋物産）
- 海一番R（山佐）
- ダブルバー・ビッグウェーブ（山佐）

また沖スロ「はいさい潮姫」・「らくちん沖姫」・「ちゅら姫SUN」（いずれもエレコ・アルゼ）に登場する彩ちゃんがマリンに酷似していることも指摘されているが、実はキャラの使用について三洋物産の承諾を受けているため、これらの機種も広い意味での海物語シリーズに該当するといえる。
その後2007年に三洋物産がパチスロに参入しており、以後以下のような機種が発売されている。なおパチスロの海物語シリーズについては、三洋物産自身が「海スロ」という略称を使用している。
パチスロスーパー海物語
2010年2月8日発売。パチンコの『CRスーパー海物語』がベース。ビッグボーナスとレギュラーボーナスのみでメダルを増やす、いわゆるAタイプの機種。モードは海モード、マリンモード、マンボウモードの3種類から選択できる。
パチスロスーパー海物語 IN 沖縄
2011年2月7日発売。同じく『CRスーパー海物語 IN 沖縄』がベース。ゲーム性については前作とほぼ同様だが、前作のマンボウモードが無くなり、代わりにシークレットモードとシーサーモードが加わった。
パチスロ海物語ミラクルマリン
2012年8月6日発売。基本的なゲーム性はAタイプだが、天井機能を搭載し、ビッグボーナス終了後1000G・レギュラーボーナス終了後800G消化でARTに突入する。モードは海モード、マリンモード、マンボウモード、シークレットモーの4種類。
パチスロ大海物語 with T-ARA
2014年10月6日発売。シリーズ初のAT機（純増は約2.8枚/G）。確変大当たりの場合は大海チャンスと呼ばれるループモード（継続率85%）に突入し保留玉演出での大当たりが確定するため、大当たりのループにより大きな出玉増が期待できる。また機種名の通りT-ARAとのタイアップ機でもある。
パチスロクジラッキー
2015年10月5日発売。
パチスロスーパー海物語 IN 沖縄2
2016年9月5日発売。
パチスロ大海物語4
2018年5月7日発売。『CR大海物語4』がベース。パチンコの大海物語4同様4つのモード（ラグーン、アトランティス、トレジャー、クリスタル）を搭載。ビッグボーナス後は20ゲームのRTであるチャンスタイムに入り、その中で昇格リプレイを引ければ40ゲームのRTであるスペシャル魚群タイムに突入する。
パチスロ大海物語4 with すーぱーそに子
2018年10月15日発売。『パチスロ大海物語4』よりもライトスペックになり、獲得枚数が少なくなった代わりにボーナス確率が1/143.1（設定1）から1/121.1（設定6）と当たりやすくなっている。その名の通りすーぱーそに子とタイアップしており、ボーナス中の楽曲も彼女の楽曲に変更されている。また、ビッグ後のRTもそに子タイム（チャンスタイム）は変更無しだが、すーぱーそに子タイムは30ゲームにダウンしている。
S Lucky海物語
2021年1月12日発売。パチスロ海シリーズ初の6号機で、液晶を搭載しない。6号機のAタイプでは最大となる約260枚を一回のビッグで獲得可能。
Sスーパー海物語 IN JAPAN祭
2022年5月9日発売 。『Pスーパー海物語 IN JAPAN2』がベース。

## イメージソング
| 曲名                                                      | 歌                                         | 搭載機種 | 備考   |
| --------------------------------------------------------- | ------------------------------------------ | --- | ------ |
| GO GO マリン! 〜わたしの海の物語〜                        | 大久保麻梨子                               | - |        |
| 最後の恋人                                                | 大久保麻梨子                               | - |        |
| Summer days                                               | マリン（葉月ゆら）                         | 『CRハイパー海物語 IN カリブ』で図柄揃いの5連荘から9連荘達成 |        |
| Shiny Star                                                | ワリン                                     | 『CRハイパー海物語 IN カリブ』で図柄揃いの10連荘から14連荘達成 |        |
| Dance & Chance                                            | マリン（葉月ゆら）&ワリン                  | 『CRハイパー海物語 IN カリブ』図柄揃いの15連荘以上達成 |        |
| 『だいすき』って気持ち                                    | マリン（葉月ゆら）                         | 『CR大海物語スペシャル』で、図柄揃いの10連荘以上達成 |        |
| 『だいすき』って気持ち                                    | マリン                                     | 『CRスーパー海物語 IN JAPAN』で美人出玉を選択し10曲の中から選択する 『CRAスーパー海物語 IN JAPAN with 桃太郎電鉄』で美人出玉を選択し10曲の中から選択する 『CR大海物語スペシャル MTE15』で図柄揃いの4連荘以上達成 『CRスーパー海物語 IN JAPAN 金富士バージョン』で美人出玉を選択し10曲の中から選択する 『CRドラム海物語』で図柄揃いの5連荘以上達成 『CRドラム海物語BLACK』で図柄揃いの4連荘以上達成 『CR大海物語4 With アグネス・ラム 遊デジ119ver.』でアグネス・ラム図柄でリーチになる 『Pスーパー海物語 IN JAPAN2』で方言出玉を選択し10曲の中から選択する 『Pスーパー海物語 IN JAPAN2 金富士バージョン』で方言出玉を選択し10曲の中から選択する 『S Lucky海物語』 『PA大海物語4スペシャル With アグネス・ラム』でアグネス・ラム図柄でリーチになる 『Pまわるん大海物語4スペシャル With アグネス・ラム 119ver.』でアグネス・ラム図柄でリーチになる 『Pスーパー海物語 IN 沖縄5 夜桜超旋風』 『PAスーパー海物語 IN 沖縄5 夜桜超旋風 99ver.』 |        |
| 『だいすき』って気持ち 〜ハワイアンバージョン〜           | マリン（葉月ゆら）                         | 『CRA大海物語スペシャル With アグネス・ラム』で5連荘以上達成 『CRA大海物語2 With アグネス・ラム』で図柄揃いの5連荘以上達成 |        |
| 『だいすき』って気持ち 〜ハワイアンバージョン〜           | マリン                                     | 『CRA大海物語3 With アグネス・ラム』で図柄揃いの5連荘以上達成 『CRA大海物語スペシャル With アグネス・ラム SAP13』で図柄揃いの5連荘以上達成 『CR大海物語4 With アグネス・ラム 遊デジ119ver.』で図柄揃いの5連荘以上達成でSide Aが、6連荘以上達成でSide Bが開放される 『PA大海物語4スペシャル With アグネス・ラム』で図柄揃いの5連荘以上達成でSide Aが、6連荘以上達成でSide Bが開放される 『Pまわるん大海物語4スペシャル With アグネス・ラム 119ver.』で図柄揃いの5連荘以上達成でSide Aが、6連荘以上達成でSide Bが開放される 『PA大海物語5 With アグネス・ラム』で図柄揃いの6連荘以上達成 |        |
| 『だいすき』って気持ち 〜3代目ミスマリンVer〜             | 3代目ミスマリンちゃん                      | - |        |
| シュガシュガ・マリン・クルージング                        | マリン（葉月ゆら）                         | 『CRスーパー海物語 IN 地中海』で図柄揃いの5連荘から9連荘達成 |        |
| シュガシュガ・マリン・クルージング                        | マリン                                     | 『CRスーパー海物語 IN JAPAN』で美人出玉を選択し10曲の中から選択する 『CRAスーパー海物語 IN JAPAN with 桃太郎電鉄』で美人出玉を選択し10曲の中から選択する 『CRスーパー海物語 IN JAPAN 金富士バージョン』で美人出玉を選択し10曲の中から選択する 『Pスーパー海物語 IN JAPAN2』で方言出玉を選択し10曲の中から選択する 『Pスーパー海物語 IN JAPAN2 金富士バージョン』で方言出玉を選択し10曲の中から選択する 『S Lucky海物語』 『Pスーパー海物語 IN 沖縄5 夜桜超旋風』 『PAスーパー海物語 IN 沖縄5 夜桜超旋風 99ver.』 『PAスーパー海物語 IN 地中海2』 |        |
| シュガシュガ・マリン・クルージング 〜3代目ミスマリンVer〜 | 3代目ミスマリンちゃん                      | - |        |
| LET ME SHINE                                              | ワリン                                     | 『CRスーパー海物語 IN 地中海』で図柄揃いの10連荘から14連荘達成 |        |
| 情熱のエル・アモール                                      | サム                                       | 『CRスーパー海物語 IN 地中海』で図柄揃い大当たり4連荘以内でのサムを含んだ演出での大当たり達成 『パチスロ大海物語 with T-ARA』でサムラウンドに突入する 『CRスーパー海物語 IN JAPAN』で美人出玉を選択し10曲の中から選択する 『CRAスーパー海物語 IN JAPAN with 桃太郎電鉄』で美人出玉を選択し10曲の中から選択する 『CRスーパー海物語 IN JAPAN 金富士バージョン』で美人出玉を選択し10曲の中から選択する 『Pスーパー海物語 IN JAPAN2』で方言出玉を選択し10曲の中から選択する 『PAスーパー海物語 IN 地中海』で図柄揃いの5連荘以上達成 『Pスーパー海物語 IN JAPAN2 金富士バージョン』で方言出玉を選択し10曲の中から選択する 『Pスーパー海物語 IN 沖縄5 夜桜超旋風』 『PAスーパー海物語 IN 沖縄5 夜桜超旋風 99ver.』 『PAスーパー海物語 IN 地中海2』 |        |
| ラブ☆ダッシュ                                             | マリン（葉月ゆら）                         | 『CRスーパー海物語 IN 沖縄2』で図柄揃いの5連荘から9連荘達成 『CR大海物語2』で6連荘達成時にサム系プレミアムで大当たりする 『CRスーパー海物語 IN 沖縄3』で図柄揃いの8連荘以上達成 『CRスーパー海物語 IN 沖縄3 桜バージョン』で図柄揃いの7連荘以上達成 『CRスーパー海物語 IN JAPAN』で美人出玉を選択し10曲の中から選択する 『CRAスーパー海物語 IN JAPAN with 桃太郎電鉄』で美人出玉を選択し10曲の中から選択する 『パチスロスーパー海物語 IN 沖縄2』 『CRスーパー海物語 IN JAPAN 金富士バージョン』で美人出玉を選択し10曲の中から選択する 『CRスーパー海物語 IN 沖縄4』で図柄揃いの8連荘以上達成 『CRAスーパー海物語 IN 沖縄4 with アイマリン』で図柄揃いの8連荘以上達成 『CRスーパー海物語 IN 沖縄4 桜バージョン』で図柄揃いの8連荘以上達成 『CRドラム海物語』で図柄揃いの4連荘以上達成 『CRドラム海物語 BLACK』で図柄揃いの3連荘以上達成 『パチスロ大海物語4』 『Pスーパー海物語 IN 沖縄2』で図柄揃いの4連荘以上達成 『PAドラム海物語 IN 沖縄』で図柄揃いの6連荘以上達成 『Pスーパー海物語 IN JAPAN2』で方言出玉を選択し10曲の中から選択する 『Pドラム海物語 IN 沖縄 桜バージョン』で図柄揃いの7連荘以上達成 『PAスーパー海物語 IN JAPAN2 with 太鼓の達人』で方言出玉を選択し10曲の中から選択する 『Pスーパー海物語 IN JAPAN2 金富士バージョン』で方言出玉を選択し10曲の中から選択する 『S Lucky海物語』 『Pスーパー海物語 IN 沖縄5』で図柄揃いの7連荘以上達成 『Pスーパー海物語 IN 沖縄5 夜桜超旋風』 『PA新海物語』で図柄揃いの8連荘以上達成 『PAスーパー海物語 IN 沖縄5 夜桜超旋風 99ver.』 『e新海物語349』で図柄揃いの10連荘以上達成 『PAスーパー海物語 IN 地中海2』 |        |
| 光さす美らの海                                            | マリン（葉月ゆら）&ワリン                  | 『CRスーパー海物語 IN 沖縄2』で図柄揃いの5連荘から9連荘達成 |        |
| ミラクルダイブ                                            | マリン（葉月ゆら）                         | 『CRスーパー海物語 IN 沖縄2』で図柄揃いの10連荘から14連荘達成 |        |
| Feel so good!                                             | ワリン                                     | 『CRスーパー海物語 IN 沖縄2』で図柄揃いの15連荘から19連荘達成 |        |
| フルスロットル・ラブ                                      | マリン（葉月ゆら）                         | 『パチスロスーパー海物語』 |        |
| 島唄                                                      | THE BOOM                                   | 『CRAスーパー海物語 IN 沖縄2 遊パチ』で図柄揃いの4連荘以上達成 『CRスーパー海物語 IN 沖縄3』で図柄揃いの2連荘以上達成 『CRスーパー海物語 IN 沖縄4』で図柄揃い達成 『CRAスーパー海物語 IN 沖縄4 with アイマリン』で図柄揃い達成 『CRスーパー海物語 IN 沖縄4 桜バージョン』で図柄揃い達成 『Pスーパー海物語 IN 沖縄2』で図柄揃い達成 『PAドラム海物語 IN 沖縄』で図柄揃いの4連荘以上達成 『Pドラム海物語 IN 沖縄 桜バージョン』で図柄揃いの5連荘以上達成 『Pスーパー海物語 IN 沖縄5』で図柄揃い達成 『PAスーパー海物語 IN 沖縄5 with アイマリン』で図柄揃い達成 『Pスーパー海物語 IN 沖縄5 桜Ver』で図柄揃い達成 『Pスーパー海物語 IN 沖縄5 夜桜超旋風』 『PAスーパー海物語 IN 沖縄5 夜桜超旋風 99ver.』 |        |
| 風になりたい                                              | THE BOOM                                   | 『CRAスーパー海物語 IN 沖縄2 遊パチ』で16ラウンド大当たりに突入 『CRスーパー海物語 IN 沖縄3』でスペシャル魚群タイムに突入する 『Pスーパー海物語 IN 沖縄2』で図柄揃い達成 |        |
| 島唄 〜マリンVer〜                                        | マリン                                     | 『CRAスーパー海物語 IN 沖縄2 遊パチ』で図柄揃いの3連荘以上達成 『Pスーパー海物語 IN 沖縄5 夜桜超旋風』 『PAスーパー海物語 IN 沖縄5 夜桜超旋風 99ver.』 |        |
| 風になりたい 〜マリンVer〜                                | マリン                                     | 『CRAスーパー海物語 IN 沖縄2 遊パチ』で図柄揃いの2連荘以上達成 |        |
| 光さす美らの海 〜4代目ミスマリンVer〜                     | 4代目ミスマリンちゃん                      | 『CRスーパー海物語 IN 沖縄 桜バージョン』で図柄揃いの大当たり5連荘から9連荘達成 |        |
| violet                                                    | marble                                     | 『CRスーパー海物語 IN 沖縄 桜バージョン』で図柄揃いの5連荘から9連荘達成 |        |
| 『だいすき』って気持ち 〜好きから大好きバージョン〜       | マリン                                     | 『CRAハネ海物語』で図柄揃いの5連荘以上達成 | 未発売 |
| sea for two                                               | （不明）                                   | 『CRギンギラパラダイス2』で図柄揃い達成 『CRギンギラパラダイス2 パワーバージョン』でビッグROUND大当たり達成 『CRAギンギラパラダイス2 遊パチ』でビッグROUND大当たり達成 |        |
| 海と空と君と                                              | 4代目ミスマリンちゃん                      | 『CRギンギラパラダイス2』で図柄揃いの5連荘以上達成 『CRギンギラパラダイス2 パワーバージョン』でビッグROUND大当たりを2回達成 『CRAギンギラパラダイス2 遊パチ』でビッグROUND大当たりを2回達成 |        |
| LOVE☆YOU★SMILE                                            | マリン                                     | 『CRギンギラパラダイス2』で図柄揃いの10連荘以上達成 『CRギンギラパラダイス2 パワーバージョン』でビッグROUND大当たりを4回達成 『CRAギンギラパラダイス2 遊パチ』でビッグROUND大当たりを4回達成 『CR大海物語2』で9連荘達成時にサム系プレミアムで大当たりする 『PAスーパー海物語 IN 地中海2』 |        |
| ギンパラカーニバル                                        | マリン&サム                                | 『CRギンギラパラダイス2 パワーバージョン』でビッグROUND大当たりを5回達成 『CRAギンギラパラダイス2 遊パチ』でビッグROUND大当たりを5回達成 | 未発売 |
| Rainbow Revolution                                        | マリン&ワリン                              | 『CR新海物語 With アグネス・ラム』で図柄揃いの5連荘以上達成 『CRA新海物語 With アグネス・ラム 遊パチ』で大当たりオープニング時ボタンを10回押す 『CR新海物語 With アグネス・ラム ライト』で大当たりオープニング時ボタンを10回押す |        |
| 雨あがりのダウンタウン 〜オリジナルバージョン〜           | マリン                                     | 『CR新海物語 With アグネス・ラム』で図柄揃いの5連荘以上達成 『CRA新海物語 With アグネス・ラム 遊パチ』で図柄揃いの3連荘以上達成 『CR新海物語 With アグネス・ラム ライト』で図柄揃いの3連荘以上達成 |        |
| さよならは言わない 〜オリジナルバージョン〜               | マリン                                     | 『CR新海物語 With アグネス・ラム』で図柄揃いの10連荘以上達成 |        |
| マッスルブリザード                                        | サム                                       | 『CR雪物語』 『Pスーパー海物語 IN 沖縄5 夜桜超旋風』 『PAスーパー海物語 IN 沖縄5 夜桜超旋風 99ver.』 | 未発売 |
| Snow Story                                                | 4代目ミスマリンちゃん                      | 『CR雪物語』でビッグボーナス大当たりを5回達成 | 未発売 |
| ゲレンデがとけるほど恋したい                              | 広瀬香美                                   | 『CR雪物語』 『CR雪物語2』 | 未発売 |
| ロマンスの神様                                            | 広瀬香美                                   | 『CR雪物語』 『CR雪物語2』 | 未発売 |
| promise                                                   | 広瀬香美                                   | 『CR雪物語』 『CR雪物語2』 | 未発売 |
| Sweet Miss Marine                                         | 4代目ミスマリンちゃん                      | 『CRA新海物語 With アグネス・ラム 遊パチ』で図柄揃いの10連荘以上達成または15ラウンド大当たりに突入 『CR新海物語 With アグネス・ラム ライト』で図柄揃いの10連荘以上達成または15ラウンド大当たりに突入 | 未発売 |
| ハイビスカスドリーム                                      | マリン                                     | 『パチスロスーパー海物語 IN 沖縄』で50G以内のビッグボーナスを3連荘以上達成 |        |
| Peppermint Summer                                         | マリン                                     | 『パチスロスーパー海物語 IN 沖縄』で50G以内のビッグボーナスを2連荘以上達成 |        |
| トキメキ Sea Story                                        | マリン                                     | 『CRプレミアム海物語』で図柄揃いの3連荘以上達成 『CRAプレミアム海物語 〜ぼのぼのが遊びに来たよ!〜』で図柄揃いの3連荘以上達成 |        |
| 夏色DAY                                                   | マリン                                     | 『CRプレミアム海物語』で図柄揃いの5連荘以上達成 『CRAプレミアム海物語 〜ぼのぼのが遊びに来たよ!〜』で図柄揃いの5連荘以上達成 『PAスーパー海物語 IN JAPAN2 with 太鼓の達人』で方言出玉を選択し10曲の中から選択する |        |
| マワル★パラダイス                                         | マリン                                     | 『CRプレミアム海物語』で図柄揃いの7連荘以上達成 『CRAプレミアム海物語 〜ぼのぼのが遊びに来たよ!〜』で図柄揃いの7連荘以上達成 『CRスーパー海物語 IN JAPAN』で美人出玉を選択し10曲の中から選択する 『CRAスーパー海物語 IN JAPAN with 桃太郎電鉄』で美人出玉を選択し10曲の中から選択する 『CRスーパー海物語 IN JAPAN 金富士バージョン』で美人出玉を選択し10曲の中から選択する 『PAスーパー海物語 IN JAPAN2 with 太鼓の達人』で方言出玉を選択し10曲の中から選択する 『Pスーパー海物語 IN 沖縄5 夜桜超旋風』 『PAスーパー海物語 IN 沖縄5 夜桜超旋風 99ver.』 |        |
| 海物語 〜Go!Go! SEA STORY〜                               | マリン                                     | 『CR大海物語2』で図柄揃いの2連荘以上達成 『CRA大海物語2 With アグネス・ラム』で図柄揃いの3連荘以上達成 『CRデラックス海物語』で図柄揃いの2連荘以上達成 『CRAデラックス海物語 with T-ARA』で図柄揃いの2連荘以上達成 『CRスーパー海物語 IN 沖縄3』で図柄揃いの2連荘以上達成 『CR海物語アクア』で図柄揃いの2連荘以上達成 『パチスロ大海物語 with T-ARA』 『CRまわるんパチンコ大海物語3』で図柄揃いの2連荘以上達成 『CR大海物語3スペシャル』で図柄揃いの2連荘以上達成 『CRA大海物語3 With アグネス・ラム』で図柄揃いの2連荘以上達成 『CR大海物語BLACK』で図柄揃いの2連荘以上達成 『CRギンギラパラダイス クジラッキーと砂漠の国』で図柄揃いの4連荘以上達成 『CRスーパー海物語 IN JAPAN』で図柄揃いの2連荘以上達成（ご当地選択無しの場合） 『CRAスーパー海物語 IN JAPAN with 桃太郎電鉄』で図柄揃いの2連荘以上達成（ご当地選択無しの場合） 『CRAギンギラパラダイス クジラッキーと砂漠の国 SUNSET99ver.』 『パチスロスーパー海物語 IN 沖縄2』 『CRスーパー海物語 IN 沖縄4』で図柄揃いの2連荘以上達成 『CRスーパー海物語 IN JAPAN 金富士バージョン』で図柄揃いの2連荘以上達成（ご当地選択無しの場合） 『CRAスーパー海物語 IN 沖縄4 with アイマリン』で図柄揃いの2連荘以上達成 『CRスーパー海物語 IN 沖縄4 桜バージョン』で図柄揃いの2連荘以上達成 『CR大海物語4』で図柄揃いの3連荘以上達成 『Pスーパー海物語 IN 沖縄2』で図柄揃いの2連荘以上達成 『PA海物語3R2』で突サムプレミアム経由で10ラウンド大当たりに突入する 『P大海物語4スペシャル』で図柄揃いの3連荘以上達成 |        |
| 〜春〜 ありがとう                                         | マリン                                     | 『CR大海物語2』で図柄揃いの3連荘以上達成 『CRA大海物語2 With アグネス・ラム』で図柄揃いの2連荘以上達成 『CRまわるんパチンコ大海物語3』で大海物語2ランドの春アニメのマスに止まる 『CR大海物語3スペシャル』で大海物語2ランドの春アニメのマスに止まる 『CR大海物語4』で図柄揃いの3連荘以上達成 『Pスーパー海物語 IN JAPAN2』で方言出玉を選択し10曲の中から選択する 『PA海物語3R2』で図柄揃いの6連荘以上達成 『Pスーパー海物語 IN JAPAN2 金富士バージョン』で方言出玉を選択し10曲の中から選択する 『P大海物語4スペシャル』で図柄揃いの3連荘以上達成 『P大海物語4スペシャル BLACK』で図柄揃いの8連荘以上達成 『Pスーパー海物語 IN 沖縄5 夜桜超旋風』 『PAスーパー海物語 IN 沖縄5 夜桜超旋風 99ver.』 |        |
| 〜夏〜 ドキドキ☆サマードライブ                            | マリン                                     | 『CR大海物語2』で図柄揃いの5連荘以上達成 『CRA大海物語2 With アグネス・ラム』で図柄揃いの3連荘以上達成 『CRギンギラパラダイス 情熱カーニバル』で図柄揃いの7連荘以上達成 『CRAギンギラパラダイス 情熱カーニバル 強99バージョン』で図柄揃いの7連荘以上達成 『CRまわるんパチンコ大海物語3』で大海物語2ランドの夏アニメのマスに止まる 『CR大海物語3スペシャル』で大海物語2ランドの夏アニメのマスに止まる 『CRスーパー海物語 IN JAPAN』で美人出玉を選択し10曲の中から選択する 『CRAスーパー海物語 IN JAPAN with 桃太郎電鉄』で美人出玉を選択し10曲の中から選択する 『CRスーパー海物語 IN JAPAN 金富士バージョン』で美人出玉を選択し10曲の中から選択する 『CR大海物語4』で図柄揃いの3連荘以上達成 『P大海物語4スペシャル』で図柄揃いの3連荘以上達成 『Pスーパー海物語 IN 沖縄5 夜桜超旋風』 『PAスーパー海物語 IN 沖縄5 夜桜超旋風 99ver.』 |        |
| 〜秋〜 コスモスはぁと                                     | マリン                                     | 『CR大海物語2』で図柄揃いの7連荘以上達成 『CRA大海物語2 With アグネス・ラム』で図柄揃いの4連荘以上達成 『CRまわるんパチンコ大海物語3』で大海物語2ランドの秋アニメのマスに止まる 『CR大海物語3スペシャル』で大海物語2ランドの秋アニメのマスに止まる 『CR大海物語4』で図柄揃いの3連荘以上達成 『P大海物語4スペシャル』で図柄揃いの3連荘以上達成 |        |
| 〜冬〜 ドットdeマリン.                                    | マリン                                     | 『CR大海物語2』で図柄揃いの10連荘以上達成 『CRA大海物語2 With アグネス・ラム』で図柄揃いの5連荘以上達成 『CRまわるんパチンコ大海物語3』で大海物語2ランドの冬アニメのマスに止まる 『CR大海物語3スペシャル』で大海物語2ランドの冬アニメのマスに止まる 『CR大海物語4』で図柄揃いの3連荘以上達成 『P大海物語4スペシャル』で図柄揃いの3連荘以上達成 『PAスーパー海物語 IN 地中海2』 『PA海物語3R3』で図柄揃いの5連荘以上達成 |        |
| 春・夏・秋・冬 〜Sea Story〜                              | マリン                                     | 『CR大海物語2』で図柄揃いの10連荘以上達成 |        |
| 明日への道しるべ                                          | マリン                                     | 『CR大海物語2』で図柄揃いの23連荘以上達成 『CRA大海物語2 With アグネス・ラム』で図柄揃いの15連荘以上達成 『CR大海物語4』で図柄揃いの3連荘以上達成 『P大海物語4スペシャル』で図柄揃いの3連荘以上達成 |        |
| 輝け パールフラッシュ!                                    | 5代目ミスマリンちゃん                      | 『CR大海物語2』で図柄揃いの3連荘以上達成 |        |
| GREAT SEA STORY                                           | 5代目ミスマリンちゃん                      | 『CR大海物語2』で図柄揃いの5連荘以上達成 |        |
| きっと。。。魚群                                          | マリン                                     | 『CRA大海物語2 With アグネス・ラム』で15ラウンド大当たりに突入 『CRA大海物語3 With アグネス・ラム』で15ラウンド大当たりに突入 『CRA大海物語スペシャル With アグネス・ラム SAP13』で15ラウンド大当たりに突入 『CR大海物語4 With アグネス・ラム 遊デジ119ver.』で16ラウンド大当たりに突入 『PAスーパー海物語 IN JAPAN2 with 太鼓の達人』で方言出玉を選択し10曲の中から選択する 『PA大海物語4スペシャル With アグネス・ラム』で10ラウンド大当たりに突入 『Pまわるん大海物語4スペシャル With アグネス・ラム 119ver.』で10ラウンド大当たりに突入 『PA大海物語5 With アグネス・ラム』で図柄揃いの5連荘以上達成 |        |
| Aqua Breeze                                               | マリン                                     | 『パチスロ海物語ミラクルマリン』 『Pスーパー海物語 IN 沖縄5 夜桜超旋風』 『PAスーパー海物語 IN 沖縄5 夜桜超旋風 99ver.』 |        |
| Summer beach                                              | 5代目ミスマリンちゃん                      | 『パチスロ海物語ミラクルマリン』で前回ボーナスから100G以内にBIG当選する |        |
| 七色パラダイス                                            | マリン                                     | 『パチスロ海物語ミラクルマリン』でBIG BONUSが100G以内に3連荘達成 |        |
| とことんサマー                                            | マリン                                     | 『CRデラックス海物語』で図柄揃いの3連荘以上達成 |        |
| トコナツ☆バケーション                                     | マリン                                     | 『CRデラックス海物語』で図柄揃いの5連荘以上達成 『CRギンギラパラダイス 情熱カーニバル』で図柄揃いの8連荘以上達成 『CRAギンギラパラダイス 情熱カーニバル 強99バージョン』で図柄揃いの8連荘以上達成 『パチスロスーパー海物語 IN 沖縄2』 『PAスーパー海物語 IN 地中海2』 『PA海物語3R3』で図柄揃いの7連荘以上達成 |        |
| めっちゃ!海うみ                                           | マリン                                     | 『CRデラックス海物語』で図柄揃いの7連荘以上達成 |        |
| Everydayシーストーリー                                    | マリン                                     | 『CRデラックス海物語』で図柄揃いの10連荘以上達成 『パチスロ大海物語 with T-ARA』 『CRスーパー海物語 IN JAPAN』で美人出玉を選択し10曲の中から選択する 『CRAスーパー海物語 IN JAPAN with 桃太郎電鉄』で美人出玉を選択し10曲の中から選択する 『パチスロスーパー海物語 IN 沖縄2』 『CRスーパー海物語 IN JAPAN 金富士バージョン』で美人出玉を選択し10曲の中から選択する 『パチスロ大海物語4』 『PAスーパー海物語 IN JAPAN2 with 太鼓の達人』で方言出玉を選択し10曲の中から選択する 『PA海物語3R3』で図柄揃いの6連荘以上達成 |        |
| クジラッキーのうた                                        | クジラッキー                               | 『CRデラックス海物語』でクジラッキーボーナスに突入する 『CRAデラックス海物語 with T-ARA』でクジラッキーボーナスに突入する 『CR海物語アクア』でクジラッキーボーナスに突入する 『CRA海物語アクア with 吉木りさ』でクジラッキーボーナスに突入する |        |
| BURNING PASSION                                           | サム                                       | 『CR雪物語2』 | 未発売 |
| オリオンスター                                            | マリン                                     | 『CR雪物語2』 | 未発売 |
| 幸せをつかみたい                                          | 広瀬香美                                   | 『CR雪物語2』 | 未発売 |
| デラックスバケーション                                    | マリン                                     | 『CRAデラックス海物語 with T-ARA』で16ラウンド大当たりに突入 『PAスーパー海物語 IN 地中海2』 |        |
| ちゅら海JUMP!!                                            | マリン                                     | 『CRスーパー海物語 IN 沖縄3』で図柄揃いの5連荘以上達成 『CRAスーパー海物語 IN 沖縄3 遊パチ』で図柄揃いの4連荘以上達成 『CRスーパー海物語 IN 沖縄3 桜バージョン』で図柄揃いの5連荘以上達成 『パチスロスーパー海物語 IN 沖縄2』 『Pスーパー海物語 IN 沖縄2』で図柄揃いの6連荘以上達成 『Pスーパー海物語 IN JAPAN2』で方言出玉を選択し10曲の中から選択する 『Pスーパー海物語 IN JAPAN2 金富士バージョン』で方言出玉を選択し10曲の中から選択する 『PA海物語3R2スペシャル』で図柄揃いの2連荘以上達成 『PAスーパー海物語 IN 地中海2』 |        |
| ハイサイシーサー♪                                         | マリン                                     | 『CRスーパー海物語 IN 沖縄3』で図柄揃いの4連荘以上達成 |        |
| ちゅらシー                                                | マリン                                     | 『CRスーパー海物語 IN 沖縄3』で図柄揃いの6連荘以上達成 |        |
| キラキラ☆彡ハッピー                                       | ウリン                                     | 『CRスーパー海物語 IN 沖縄3』で図柄揃いの7連荘以上達成 『CRAスーパー海物語 IN 沖縄3 遊パチ』で図柄揃いの7連荘以上達成 『CRスーパー海物語 IN 沖縄3 桜バージョン』で図柄揃いの6連荘以上達成 『CRギンギラパラダイス 情熱カーニバル』で図柄揃いの9連荘以上達成 『CRAギンギラパラダイス 情熱カーニバル 強99バージョン』で図柄揃いの9連荘以上達成 『パチスロ大海物語 with T-ARA』 『CRスーパー海物語 IN JAPAN』で美人出玉を選択し10曲の中から選択する 『CRAスーパー海物語 IN JAPAN with 桃太郎電鉄』で美人出玉を選択し10曲の中から選択する 『パチスロスーパー海物語 IN 沖縄2』 『CRスーパー海物語 IN JAPAN 金富士バージョン』で美人出玉を選択し10曲の中から選択する 『CRドラム海物語』で図柄揃いの3連荘以上達成 『CRドラム海物語 BLACK』で図柄揃いの2連荘以上達成 『パチスロ大海物語4』 『Pスーパー海物語 IN 沖縄2』で図柄揃いの7連荘以上達成 『PAドラム海物語 IN 沖縄』で図柄揃いの2連荘以上達成 『Pスーパー海物語 IN JAPAN2』で方言出玉を選択し10曲の中から選択する 『Pドラム海物語 IN 沖縄 桜バージョン』で図柄揃いの3連荘以上達成 『PAスーパー海物語 IN JAPAN2 with 太鼓の達人』で方言出玉を選択し10曲の中から選択する 『PA海物語3R2』で図柄揃いの7連荘以上達成 『Pスーパー海物語 IN JAPAN2 金富士バージョン』で方言出玉を選択し10曲の中から選択する 『PAドラム海物語 IN JAPAN』で図柄揃いの7連荘以上達成 『S Lucky海物語』 『Pスーパー海物語 IN 沖縄5』で図柄揃いの5連荘以上達成 『PAスーパー海物語 IN 沖縄5 with アイマリン』で図柄揃いの7連荘以上達成 『Pスーパー海物語 IN 沖縄5 桜Ver』で図柄揃いの6連荘以上達成 『PA海物語3R2スペシャル』で図柄揃いの10連荘以上達成 『Pスーパー海物語 IN 沖縄5 夜桜超旋風』 『PAスーパー海物語 IN 沖縄5 夜桜超旋風 99ver.』 『PAスーパー海物語 IN 地中海2』 |        |
| 島唄 〜マリン&サムVer〜                                   | マリン&サム                                | 『CRスーパー海物語 IN 沖縄3』でスペシャル魚群タイムに突入する | 未発売 |
| 花                                                        | マリン                                     | 『CRAスーパー海物語 IN 沖縄3 遊パチ』で図柄揃いの2連荘以上達成 | 未発売 |
| ワリンっていう女の子を 知っていますか                     | 砂川英依（初代ミスワリンちゃん）           | 『CRAスーパー海物語 IN 沖縄3 遊パチ』で図柄揃いの3連荘以上達成 | 未発売 |
| リトルシスター                                            | 桃瀬美咲（ミスウリンちゃん）               | 『CRAスーパー海物語 IN 沖縄3 遊パチ』で図柄揃いの5連荘以上達成 | 未発売 |
| アンマー                                                  | マリン                                     | 『CRAスーパー海物語 IN 沖縄3 遊パチ』で図柄揃いの6連荘以上達成 | 未発売 |
| ウリンのまーるいファンタジー                              | ウリン                                     | 『CR海物語アクア』で3連荘以上達成 『パチスロスーパー海物語 IN 沖縄2』 『Pスーパー海物語 IN 沖縄5 夜桜超旋風』 『PAスーパー海物語 IN 沖縄5 夜桜超旋風 99ver.』 『PAスーパー海物語 IN 地中海2』 |        |
| マワルアイランド                                          | マリン                                     | 『CR海物語アクア』で図柄揃いの5連荘以上達成 『CRギンギラパラダイス 情熱カーニバル』で図柄揃いの10連荘以上達成 『CRAギンギラパラダイス 情熱カーニバル 強99バージョン』で図柄揃いの10連荘以上達成 『パチスロスーパー海物語 IN 沖縄2』 『PAスーパー海物語 IN 地中海2』 『PA海物語3R3』で図柄揃いの8連荘以上達成 |        |
| Attention!!!                                              | マリン                                     | 『CR海物語アクア』で図柄揃いの4連荘以上達成 |        |
| 完全Summer Girls!                                         | マリン                                     | 『CR海物語アクア』で図柄揃いの4連荘以上達成 |        |
| 真夏の女神                                                | マリン                                     | 『CR海物語アクア』で図柄揃いの2連荘以上達成 『CRスーパー海物語 IN JAPAN』で美人出玉を選択し10曲の中から選択する 『CRAスーパー海物語 IN JAPAN with 桃太郎電鉄』で美人出玉を選択し10曲の中から選択する 『CRスーパー海物語 IN JAPAN 金富士バージョン』で美人出玉を選択し10曲の中から選択する 『PAスーパー海物語 IN JAPAN2 with 太鼓の達人』で方言出玉を選択し10曲の中から選択する 『PAスーパー海物語 IN 地中海2』 |        |
| ready to go                                               | マリン                                     | 『CR海物語アクア』で図柄揃いの4連荘以上達成 |        |
| 夏色サンセット                                            | ミスマリ（6代目ミスマリンちゃん）          | 『CR海物語アクア』でスペシャル魚群タイムのファンタジーライブバージョンに突入する |        |
| サマ☆パラ                                                 | ミスマリ（6代目ミスマリンちゃん）          | 『CR海物語アクア』でスペシャル魚群タイムの屋外ライブバージョンに突入する |        |
| サクラ 始まる                                             | マリン                                     | 『CRスーパー海物語 IN 沖縄3 桜バージョン』で図柄揃いの3連荘以上達成 『パチスロスーパー海物語 IN 沖縄2』 『PA海物語3R2』で図柄揃いの4連荘以上達成 『Pスーパー海物語 IN 沖縄5 夜桜超旋風』 『PAスーパー海物語 IN 沖縄5 夜桜超旋風 99ver.』 |        |
| サクラ Vacation                                           | ミスマリ（6代目ミスマリンちゃん）          | 『CRスーパー海物語 IN 沖縄3 桜バージョン』で図柄揃いの2連荘以上達成 |        |
| ちゅらシー 〜桜Ver〜                                      | ミスマリ（6代目ミスマリンちゃん）          | 『CRスーパー海物語 IN 沖縄3 桜バージョン』で図柄揃いの4連荘以上達成 『Pスーパー海物語 IN 沖縄5 夜桜超旋風』 『PAスーパー海物語 IN 沖縄5 夜桜超旋風 99ver.』 |        |
| サクラ                                                    | やなわらばー                               | 『CRスーパー海物語 IN 沖縄3 桜バージョン』で図柄揃いの8連荘以上達成 |        |
| いちごいちえ                                              | やなわらばー                               | 『CRスーパー海物語 IN 沖縄3 桜バージョン』で図柄揃いの8連荘以上達成 |        |
| 桜ちゅらり                                                | やなわらばー                               | 『CRスーパー海物語 IN 沖縄3 桜バージョン』で図柄揃いの8連荘以上達成 |        |
| 花キラキラ 〜海物語アレンジ〜                             | やなわらばー                               | 『CRスーパー海物語 IN 沖縄3 桜バージョン』で図柄揃いの8連荘以上達成 |        |
| PERMANENT SUMMER                                          | 吉木りさ                                   | 『CR海物語アクア with 吉木りさ』 |        |
| もっともっとくじらっきー                                  | 吉木りさ                                   | 『CR海物語アクア with 吉木りさ』でスペシャル魚群タイムに突入する |        |
| Flying Sparkling☆☆☆                                       | 吉木りさ                                   | 『CR海物語アクア with 吉木りさ』でスペシャル魚群タイムに突入する |        |
| ラブリィラブリィラブリィ                                  | 吉木りさ                                   | 『CR海物語アクア with 吉木りさ』でスペシャル魚群タイムに突入する |        |
| ボクは風になる                                            | 吉木りさ                                   | 『CR海物語アクア with 吉木りさ』 |        |
| ボカロがライバル☆                                         | 吉木りさ                                   | 『CR海物語アクア with 吉木りさ』 |        |
| Go!Go! パラダイス 〜ラテンバージョン〜                    | マリン&ワリン&ウリン                       | 『CRギンギラパラダイス 情熱カーニバル』で図柄揃い達成 『CRAギンギラパラダイス 情熱カーニバル 強99バージョン』で図柄揃い達成 |        |
| ギンギラパラダイス 〜Royal Straight Version〜             | B.B.クィーンズ                             | 『CRギンギラパラダイス 情熱カーニバル』で図柄揃いの2連荘以上達成 『CRAギンギラパラダイス 情熱カーニバル 強99バージョン』で図柄揃いの2連荘以上達成 |        |
| 踊れ!セニョール!!セニョリータ!!!                          | マリン&サム                                | 『CRギンギラパラダイス 情熱カーニバル』で図柄揃いの3連荘以上達成 『CRAギンギラパラダイス 情熱カーニバル 強99バージョン』で図柄揃いの3連荘以上達成 |        |
| ギンギラミラーボール                                      | ミスマリ（6代目ミスマリンちゃん）          | 『CRギンギラパラダイス 情熱カーニバル』で図柄揃いの4連荘以上達成 『CRAギンギラパラダイス 情熱カーニバル 強99バージョン』で図柄揃いの4連荘以上達成 |        |
| VIVA!情熱カーニバル                                       | マリン&ワリン                              | 『CRギンギラパラダイス 情熱カーニバル』で図柄揃いの5連荘以上達成 『CRAギンギラパラダイス 情熱カーニバル 強99バージョン』で図柄揃いの5連荘以上達成 『Pギンギラパラダイス 夢幻カーニバル』で図柄揃いの4連荘以上達成 『PAギンギラパラダイス 夢幻カーニバル 強99ver.』で図柄揃いの4連荘以上達成 |        |
| みんなのサンバ 〜WHOLE WORLD HAPPY〜                      | ミスマリ（6代目ミスマリンちゃん）          | 『CRギンギラパラダイス 情熱カーニバル』で図柄揃いの6連荘以上達成 『CRAギンギラパラダイス 情熱カーニバル 強99バージョン』で図柄揃いの6連荘以上達成 |        |
| My Sea Story                                              | （不明）                                   | 『パチスロ大海物語 with T-ARA』で確変大当たり達成 |        |
| スーパーラッキー                                          | クジラッキー                               | 『パチスロ大海物語 with T-ARA』でキングクジラッキーラウンドに突入する |        |
| 期待100%フラッシュ!                                       | マリン                                     | 『CRまわるんパチンコ大海物語3』でアトランティスエリアのアニメラウンドのマスに止まる（図柄揃いの4連荘以上達成） 『CR大海物語3スペシャル』でアトランティスエリアのアニメラウンドのマスに止まる（図柄揃いの4連荘以上達成） 『CRA大海物語3 With アグネス・ラム』で図柄揃いの2連荘以上達成 『CR大海物語BLACK』で図柄揃いの4連荘以上達成 『CRスーパー海物語 IN JAPAN』で美人出玉を選択し10曲の中から選択する 『CRAスーパー海物語 IN JAPAN with 桃太郎電鉄』で美人出玉を選択し10曲の中から選択する 『パチスロスーパー海物語 IN 沖縄2』 『CRスーパー海物語 IN JAPAN 金富士バージョン』で美人出玉を選択し10曲の中から選択する 『CR大海物語4』で図柄揃いの3連荘以上達成 『PAスーパー海物語 IN JAPAN2 with 太鼓の達人』で方言出玉を選択し10曲の中から選択する 『P大海物語4スペシャル』で図柄揃いの3連荘以上達成 『P大海物語4スペシャル BLACK』で図柄揃いの9連荘以上達成 『P大海物語5』で図柄揃いの4連荘以上達成 『P大海物語5スペシャル』で図柄揃いの4連荘以上達成 『e大海物語5スペシャル』で図柄揃いの4連荘以上達成 『PA海物語3R3』で図柄揃いの9連荘以上達成 |        |
| ジャングルツアーLet's GO!!                                | ワリン                                     | 『CRまわるんパチンコ大海物語3』でジャングルエリアのアニメラウンドのマスに止まる（図柄揃いの6連荘以上達成） 『CR大海物語3スペシャル』でジャングルエリアのアニメラウンドのマスに止まる（図柄揃いの6連荘以上達成） 『CRA大海物語3 With アグネス・ラム』で図柄揃いの4連荘以上達成 『CR大海物語BLACK』で図柄揃いの5連荘以上達成 『CR大海物語4』で図柄揃いの3連荘以上達成 『P大海物語4スペシャル』で図柄揃いの3連荘以上達成 |        |
| ミラクル♥フレンズ                                         | サム                                       | 『CRまわるんパチンコ大海物語3』でジャングルエリアのアニメラウンドのマスに止まる（図柄揃いの7連荘以上達成） 『CR大海物語3スペシャル』でジャングルエリアのアニメラウンドのマスに止まる（図柄揃いの7連荘以上達成） 『CRA大海物語3 With アグネス・ラム』で図柄揃いの4連荘以上達成 『CR大海物語BLACK』で図柄揃いの6連荘以上達成 『CR大海物語4』で図柄揃いの3連荘以上達成 『P大海物語4スペシャル』で図柄揃いの3連荘以上達成 |        |
| ネバギバ!                                                 | ウリン                                     | 『CRまわるんパチンコ大海物語3』でトレジャーエリアのアニメラウンドのマスに止まる（図柄揃いの8連荘以上達成） 『CR大海物語3スペシャル』でトレジャーエリアのアニメラウンドのマスに止まる（図柄揃いの8連荘以上達成） 『CRA大海物語3 With アグネス・ラム』で図柄揃いの5連荘以上達成 『CR大海物語BLACK』で図柄揃いの7連荘以上達成 『CR大海物語4』で図柄揃いの3連荘以上達成 『P大海物語4スペシャル』で図柄揃いの3連荘以上達成 『PA新海物語』で図柄揃いの7連荘以上達成 『e新海物語349』で図柄揃いの8連荘以上達成 『PA海物語3R3』で図柄揃いの10連荘以上達成 |        |
| “Sea” you again                                           | マリン                                     | 『CRまわるんパチンコ大海物語3』で未来都市エリアのアニメラウンドのマスに止まる（図柄揃いの10連荘以上達成） 『CR大海物語3スペシャル』で未来都市エリアのアニメラウンドのマスに止まる（図柄揃いの10連荘以上達成） 『CRA大海物語3 With アグネス・ラム』で図柄揃いの6連荘以上達成 『CR大海物語BLACK』で8連荘以上達成 『CR大海物語4』で図柄揃いの3連荘以上達成 『P大海物語4スペシャル』で図柄揃いの3連荘以上達成 『PA海物語3R3』で図柄揃いの4連荘以上達成 |        |
| トキメク キラメク ユメイロセカイ                          | マリン                                     | 『CRまわるんパチンコ大海物語3』でモンスターエリアのねんどろいどラウンドのマスに止まる（図柄揃いの5連荘以上達成） 『CR大海物語3スペシャル』でモンスターエリアのねんどろいどラウンドのマスに止まる（図柄揃いの5連荘以上達成） 『CRA大海物語3 With アグネス・ラム』で図柄揃いの3連荘以上達成 『CR大海物語BLACK』で図柄揃いの2連荘以上達成 |        |
| Great Sea Parade                                          | 海物語オールスターズ                       | 『CRまわるんパチンコ大海物語3』でクジランドのゴールに到達する（図柄揃いの12連荘以上達成） 『CR大海物語3スペシャル』でクジランドのゴールに到達する（図柄揃いの12連荘以上達成） 『CRA大海物語3 With アグネス・ラム』で図柄揃いの6連荘以上達成 『CR大海物語BLACK』で図柄揃いの9連荘以上達成 『CR大海物語4』で図柄揃いの3連荘以上達成 『P大海物語4スペシャル』で図柄揃いの3連荘以上達成 『PAスーパー海物語 IN 地中海2』 |        |
| 飛び出せサマー                                            | ミスマリ（6代目ミスマリンちゃん）          | 『CRまわるんパチンコ大海物語3』でアトランティスエリアのミスマリンラウンドのマスに止まる（図柄揃いの3連荘以上達成） 『CR大海物語3スペシャル』でアトランティスエリアのミスマリンラウンドのマスに止まる（図柄揃いの3連荘以上達成） 『CRA大海物語3 With アグネス・ラム』でスペシャル魚群タイムに突入する 『CR大海物語BLACK』でスペシャル魚群タイムに突入する |        |
| マリンブルー・シークレット                                | ミスマリ（6代目ミスマリンちゃん）          | 『CRまわるんパチンコ大海物語3』でトレジャーエリアのミスマリンラウンドのマスに止まる（図柄揃いの9連荘以上達成） 『CR大海物語3スペシャル』でトレジャーエリアのミスマリンラウンドのマスに止まる（図柄揃いの9連荘以上達成） 『CRA大海物語3 With アグネス・ラム』でスペシャル魚群タイムに突入する 『CR大海物語BLACK』でスペシャル魚群タイムに突入する |        |
| アイツに夏                                                | ミスマリ（6代目ミスマリンちゃん）          | 『CRまわるんパチンコ大海物語3』で中央広場エリアのミスマリンラウンドのマスに止まる（図柄揃いの11連荘以上達成） 『CR大海物語3スペシャル』で中央広場エリアのミスマリンラウンドのマスに止まる（図柄揃いの11連荘以上達成） |        |
| 夏のお嬢さん                                              | ミスマリ（6代目ミスマリンちゃん）          | - |        |
| トロピカル★夏のKO・MA・CHI                                | マリン&ワリン&ウリン                       | 『CR GO!GO!マリン ミラクル★バケーション』 | 未発売 |
| マリンのミラクルバケーション                              | マリン&ワリン                              | 『CR GO!GO!マリン ミラクル★バケーション』で3、6、9、12、15回目の大当たり達成 | 未発売 |
| サムのムキムキエブリデイ                                  | サム                                       | 『CR GO!GO!マリン ミラクル★バケーション』でサムリーチでの大当たり達成 『CRドラム海物語』でサム登場での大当たり達成 | 未発売 |
| マリンターボST-R                                          | マリン&ワリン&ウリン                       | 『CR GO!GO!マリン ミラクル★バケーション』ででGO!GO!ラッシュに突入 | 未発売 |
| 夏色 〜Touch My Heart〜                                   | マリン                                     | 『CRA大海物語3 With アグネス・ラム』で図柄揃いの3連荘以上達成 『CRA大海物語スペシャル With アグネス・ラム SAP13』で図柄揃いの3連荘以上達成 『CR大海物語4 With アグネス・ラム 遊デジ119ver.』で図柄揃いの4連荘以上達成 『PA大海物語4スペシャル With アグネス・ラム』で図柄揃いの4連荘以上達成 『Pまわるん大海物語4スペシャル With アグネス・ラム 119ver.』で図柄揃いの4連荘以上達成 『Pスーパー海物語 IN 沖縄5 夜桜超旋風』 『PAスーパー海物語 IN 沖縄5 夜桜超旋風 99ver.』 『PA大海物語5 With アグネス・ラム』で図柄揃いの4連荘以上達成 |        |
| シューティング☆ジェットコースター                         | マリン                                     | 『CR大海物語BLACK』で図柄揃いの3連荘以上達成 『CR大海物語4』で図柄揃いの3連荘以上達成 『パチスロ大海物語4』 『CR大海物語4 BLACK』で図柄揃いの7連荘以上達成 『パチスロ大海物語4 with すーぱーそに子』 『P大海物語4スペシャル』で図柄揃いの3連荘以上達成 『P大海物語4スペシャル BLACK』で図柄揃いの7連荘以上達成 『Pスーパー海物語 IN 沖縄5 夜桜超旋風』 『PAスーパー海物語 IN 沖縄5 夜桜超旋風 99ver.』 |        |
| 夏空 -かけがえのないDays-                                 | ミスマリ（6代目ミスマリンちゃん）          | 『CR大海物語BLACK』で図柄揃いの5連荘以上達成 |        |
| 夏の奇跡                                                  | ミスマリ（6代目ミスマリンちゃん）          | 『CR大海物語BLACK』で図柄揃いの6連荘以上達成 |        |
| 星に伝えて                                                | ミスマリ（6代目ミスマリンちゃん）          | 『CR大海物語BLACK』で図柄揃いの7連荘以上達成 |        |
| ギンギラ★ガールズ参上!!                                   | マリン&ワリン&ウリン+サム                  | 『CRギンギラパラダイス クジラッキーと砂漠の国』で図柄揃い達成 『CRAギンギラパラダイス クジラッキーと砂漠の国 SUNSET99ver.』で図柄揃い達成 |        |
| ギンギラパラダイス 〜メラメラ!エレクトロver.〜            | マリン&ワリン&ウリン+サム                  | 『CRギンギラパラダイス クジラッキーと砂漠の国』で図柄揃いの2連荘以上達成 『CRAギンギラパラダイス クジラッキーと砂漠の国 SUNSET99ver.』で図柄揃いの2連荘以上達成 | 未発売 |
| ラッキー!ハッピー!パラダーイス                            | マリン&ワリン&ウリン+サム                  | 『CRギンギラパラダイス クジラッキーと砂漠の国』で図柄揃いの3連荘以上達成 『CRAギンギラパラダイス クジラッキーと砂漠の国 SUNSET99ver.』で図柄揃いの3連荘以上達成 | 未発売 |
| 〜夏〜 ドキドキ☆サマードライブ ≪Remix≫                    | マリン                                     | 『CRギンギラパラダイス クジラッキーと砂漠の国』で図柄揃いの5連荘以上達成 『CRAギンギラパラダイス クジラッキーと砂漠の国 SUNSET99ver.』 | 未発売 |
| トコナツ☆バケーション ≪Remix≫                             | マリン                                     | 『CRギンギラパラダイス クジラッキーと砂漠の国』で図柄揃いの6連荘以上達成 『CRAギンギラパラダイス クジラッキーと砂漠の国 SUNSET99ver.』 | 未発売 |
| キラキラ☆彡ハッピー ≪Remix≫                               | ウリン                                     | 『CRギンギラパラダイス クジラッキーと砂漠の国』で図柄揃いの7連荘以上達成 『CRAギンギラパラダイス クジラッキーと砂漠の国 SUNSET99ver.』 | 未発売 |
| VIVA!情熱カーニバル ≪Remix≫                               | マリン&ワリン                              | 『CRギンギラパラダイス クジラッキーと砂漠の国』で図柄揃いの8連荘以上達成 『CRAギンギラパラダイス クジラッキーと砂漠の国 SUNSET99ver.』 | 未発売 |
| ラブ☆ダッシュ ≪Remix≫                                     | マリン（葉月ゆら）                         | 『CRギンギラパラダイス クジラッキーと砂漠の国』で図柄揃いの9連荘以上達成 『CRAギンギラパラダイス クジラッキーと砂漠の国 SUNSET99ver.』 | 未発売 |
| 月と太陽の出会い                                          | マリン                                     | 『CRギンギラパラダイス クジラッキーと砂漠の国』で図柄揃いの20連荘以上達成 『CRAギンギラパラダイス クジラッキーと砂漠の国 SUNSET99ver.』 |        |
| 海物語 〜Go!Go! SEA STORY〜 ご当地版                      | 海物語オールスターズ                       | 『CRスーパー海物語 IN JAPAN』で図柄揃いの2連荘以上達成 『CRAスーパー海物語 IN JAPAN with 桃太郎電鉄』で図柄揃いの2連荘以上達成 『CRスーパー海物語 IN JAPAN 金富士バージョン』で図柄揃いの2連荘以上達成 |        |
| あっぱれジャパン                                          | マリン                                     | 『CRスーパー海物語 IN JAPAN』で図柄揃いの5連荘以上達成 『CRAスーパー海物語 IN JAPAN with 桃太郎電鉄』で図柄揃いの4連荘以上達成 『パチスロスーパー海物語 IN 沖縄2』 『CRスーパー海物語 IN JAPAN 金富士バージョン』で図柄揃いの4連荘以上達成 『Pスーパー海物語 IN JAPAN2』で図柄揃いの4連荘以上達成 『PAスーパー海物語 IN JAPAN2 with 太鼓の達人』で図柄揃いの6連荘以上達成 『PA海物語3R2』で図柄揃いの5連荘以上達成 『Pスーパー海物語 IN JAPAN2 金富士バージョン』で図柄揃いの7連荘以上達成 『Pスーパー海物語 IN 沖縄5 夜桜超旋風』 『PAスーパー海物語 IN 沖縄5 夜桜超旋風 99ver.』 『PAスーパー海物語 IN 地中海2』 『P海物語 極JAPAN』で図柄揃いの6連荘以上達成 |        |
| アカキイロスミレイロ                                      | マリン&ワリン&ウリン                       | 『CRスーパー海物語 IN JAPAN』で図柄揃いの6連荘以上達成 『CRAスーパー海物語 IN JAPAN with 桃太郎電鉄』で図柄揃いの5連荘以上達成 『パチスロスーパー海物語 IN 沖縄2』 『CRスーパー海物語 IN JAPAN 金富士バージョン』で図柄揃いの5連荘以上達成 『パチスロ大海物語4』 『Pスーパー海物語 IN JAPAN2』で図柄揃いの5連荘以上達成 『PAドラム海物語 IN JAPAN』で図柄揃いの4連荘以上達成 『PA海物語3R2スペシャル』で図柄揃いの3連荘以上達成 『P海物語 極JAPAN』で図柄揃いの7連荘以上達成 |        |
| ミスマ de ワッショイ                                      | マリン With 7代目ミスマリンちゃん          | 『CRスーパー海物語 IN JAPAN』で図柄揃いの5連荘以上達成 『CRスーパー海物語 IN JAPAN 金富士バージョン』で図柄揃いの3連荘以上達成 『Pスーパー海物語 IN JAPAN2』で方言出玉を選択し10曲の中から選択する 『Pスーパー海物語 IN JAPAN2 金富士バージョン』で方言出玉を選択し10曲の中から選択する |        |
| Summertime Magic                                          | マリン With 7代目ミスマリンちゃん          | 『CRスーパー海物語 IN JAPAN』で図柄揃いの3連荘以上達成 『CRAスーパー海物語 IN JAPAN with 桃太郎電鉄』で図柄揃いの3連荘以上達成 |        |
| 完熟!スイート☆トロピカーナ                                | マリン                                     | 『CRAギンギラパラダイス クジラッキーと砂漠の国 SUNSET99ver.』 |        |
| めんそ〜れ おきうみ!                                      | マリン                                     | 『CRスーパー海物語 IN 沖縄4』で図柄揃いの4連荘以上達成 『CRAスーパー海物語 IN 沖縄4 with アイマリン』で図柄揃いの4連荘以上達成 『CRスーパー海物語 IN 沖縄4 桜バージョン』で図柄揃いの4連荘以上達成 『Pスーパー海物語 IN 沖縄2』で図柄揃いの9連荘以上達成 『Pスーパー海物語 IN JAPAN2』で方言出玉を選択し10曲の中から選択する 『Pスーパー海物語 IN JAPAN2 金富士バージョン』で方言出玉を選択し10曲の中から選択する 『Pギンギラパラダイス 夢幻カーニバル』で図柄揃いの10連荘以上達成 『PAギンギラパラダイス 夢幻カーニバル 強99ver.』で図柄揃いの10連荘以上達成 『PA海物語3R2スペシャル』で図柄揃いの4連荘以上達成 『PAスーパー海物語 IN 地中海2』 |        |
| 沖夏アイランド                                            | マリン                                     | 『CRスーパー海物語 IN 沖縄4』で図柄揃いの3連荘以上達成 『CRAスーパー海物語 IN 沖縄4 with アイマリン』で図柄揃いの3連荘以上達成 『CRスーパー海物語 IN 沖縄4 桜バージョン』で図柄揃いの3連荘以上達成 |        |
| 常夏!夏常!テンション↑↑ハイサイ!!                          | マリン&ワリン&ウリン+サム                  | 『CRスーパー海物語 IN 沖縄4』で図柄揃いの6連荘以上達成 『CRAスーパー海物語 IN 沖縄4 with アイマリン』で図柄揃いの6連荘以上達成 『CRスーパー海物語 IN 沖縄4 桜バージョン』で図柄揃いの6連荘以上達成 『パチスロ大海物語4』 『パチスロ大海物語4 with すーぱーそに子』 『Pスーパー海物語 IN 沖縄2』で図柄揃いの10連荘以上達成 『Pスーパー海物語 IN 沖縄5』で図柄揃いの6連荘以上達成 『Pスーパー海物語 IN 沖縄5 夜桜超旋風』 『PAスーパー海物語 IN 沖縄5 夜桜超旋風 99ver.』 |        |
| 海物語体操 〜沖縄編〜                                     | マリン With 7代目ミスマリンちゃん          | 『CRスーパー海物語 IN 沖縄4』で図柄揃いの7連荘以上達成 『CRAスーパー海物語 IN 沖縄4 with アイマリン』で図柄揃いの7連荘以上達成 『CRスーパー海物語 IN 沖縄4 桜バージョン』で図柄揃いの7連荘以上達成 |        |
| Happy Funky Party                                         | 7代目ミスマリンちゃん                      | 『CRスーパー海物語 IN 沖縄4』で図柄揃いの5連荘以上達成 『CRAスーパー海物語 IN 沖縄4 with アイマリン』で図柄揃いの5連荘以上達成 『CRスーパー海物語 IN 沖縄4 桜バージョン』で図柄揃いの5連荘以上達成 |        |
| ふたりの海物語                                            | ワリン                                     | 『CRスーパー海物語 IN JAPAN 金富士バージョン』で図柄揃いの2連荘以上達成 『PA海物語3R2』で図柄揃いの3連荘以上達成 |        |
| Marine Bloomin'                                           | 鹿乃                                       | 『CRAスーパー海物語 IN 沖縄4 with アイマリン』で図柄揃いの9連荘以上達成 『パチスロ大海物語4』 『パチスロ大海物語4 with すーぱーそに子』 『S Lucky海物語』 『Pスーパー海物語 IN 沖縄5 夜桜超旋風』 『PAスーパー海物語 IN 沖縄5 夜桜超旋風 99ver.』 『PAスーパー海物語 IN 地中海2』 『P海物語 極JAPAN』で極ノ刻に突入 |        |
| Dive to Blue                                              | アイマリン（内田彩）                       | 『CRAスーパー海物語 IN 沖縄4 with アイマリン』で図柄揃いの10連荘以上達成 『パチスロ大海物語4』 『パチスロ大海物語4 with すーぱーそに子』 『S Lucky海物語』 『Pスーパー海物語 IN 沖縄5 夜桜超旋風』 『PAスーパー海物語 IN 沖縄5 夜桜超旋風 99ver.』 『P海物語 極JAPAN』で極ノ刻に突入 |        |
| 千本桜 (沖縄4桜Ver)                                       | アイマリン（内田彩）                       | 『CRスーパー海物語 IN 沖縄4 桜バージョン』で図柄揃いの2連荘以上達成 『Pドラム海物語 IN 沖縄 桜バージョン』で図柄揃い達成 『Pスーパー海物語 IN 沖縄5 桜Ver』で図柄揃いの5連荘以上達成 『Pスーパー海物語 IN 沖縄5 夜桜超旋風』 『PAスーパー海物語 IN 沖縄5 夜桜超旋風 99ver.』 |        |
| 桜盛り                                                    | マリン With 7代目ミスマリンちゃん          | 『CRスーパー海物語 IN 沖縄4 桜バージョン』で図柄揃いの3連荘以上達成 |        |
| 桜色テレパシー                                            | 7代目ミスマリンちゃん                      | 『CRスーパー海物語 IN 沖縄4 桜バージョン』で図柄揃いの4連荘以上達成 |        |
| 海物語 〜Go!Go! SEA STORY〜 エレクトロMix                 | マリン                                     | 『CRドラム海物語』で図柄揃いの2連荘以上達成 『CRドラム海物語 BLACK』で図柄揃い達成 『PAドラム海物語 IN 沖縄』で図柄揃いの5連荘以上達成 『Pドラム海物語 IN 沖縄 桜バージョン』で図柄揃いの6連荘以上達成 『PAドラム海物語 IN JAPAN』で図柄揃いの5連荘以上達成 | 未発売 |
| 海物語 〜Go!Go! SEA STORY〜 セカンドシーズン              | マリン&ワリン&ウリン                       | 『CR大海物語4』で図柄揃いの2連荘以上達成 『CR大海物語4 With アグネス・ラム 遊デジ119ver.』で図柄揃いの2連荘以上達成 『パチスロ大海物語4』 『CR大海物語4 BLACK』で図柄揃いの2連荘以上達成 『パチスロ大海物語4 with すーぱーそに子』 『Pスーパー海物語 IN JAPAN2』で図柄揃い達成 『PAスーパー海物語 IN 地中海』で図柄揃いの6連荘以上達成 『P大海物語4スペシャル』で図柄揃いの2連荘以上達成 『PA大海物語4スペシャル With アグネス・ラム』で図柄揃いの2連荘以上達成 『P大海物語4スペシャル BLACK』で図柄揃いの2連荘以上達成 『Pまわるん大海物語4スペシャル With アグネス・ラム 119ver.』で図柄揃いの2連荘以上達成 |        |
| Musical in the Sea 〜大海物語の1日〜                      | マリン                                     | 『CR大海物語4』で図柄揃いの4連荘以上達成 『CR大海物語4 With アグネス・ラム 遊デジ119ver.』で図柄揃いの3連荘以上達成 『パチスロ大海物語4』 『CR大海物語4 BLACK』で図柄揃いの4連荘以上達成 『パチスロ大海物語4 with すーぱーそに子』 『P大海物語4スペシャル』で図柄揃いの4連荘以上達成 『PA大海物語4スペシャル With アグネス・ラム』で図柄揃いの3連荘以上達成 『P大海物語4スペシャル BLACK』で図柄揃いの4連荘以上達成 『Pまわるん大海物語4スペシャル With アグネス・ラム 119ver.』で図柄揃いの3連荘以上達成 『PA海物語3R2スペシャル』で図柄揃いの5連荘以上達成 『P元祖ギンギラパラダイス 強199ver.』で図柄揃いの5連荘以上達成 『PA元祖ギンギラパラダイス 強99ver.』で図柄揃いの5連荘以上達成 |        |
| 全力アソビヨリ!                                           | マリン With 8代目ミスマリンちゃん          | 『CR大海物語4』で図柄揃いの3連荘以上達成 『パチスロ大海物語4』でスペシャル魚群タイム中にBIG当選する 『CR大海物語4 BLACK』で図柄揃いの3連荘以上達成 『P大海物語4スペシャル』で図柄揃いの3連荘以上達成 『P大海物語4スペシャル BLACK』で図柄揃いの3連荘以上達成 |        |
| キボウヘ                                                  | マリン With 8代目ミスマリンちゃん          | 『CR大海物語4』で図柄揃いの5連荘以上達成 『パチスロ大海物語4』でスペシャル魚群タイム中にBIG当選する 『CR大海物語4 BLACK』で図柄揃いの5連荘以上達成 『P大海物語4スペシャル』で図柄揃いの5連荘以上達成 『P大海物語4スペシャル BLACK』で図柄揃いの5連荘以上達成 |        |
| Day & Day                                                 | マリン&ウリン                              | 『CR大海物語4』で図柄揃いの6連荘以上達成 『CR大海物語4 With アグネス・ラム 遊デジ119ver.』で図柄揃いの4連荘以上達成 『パチスロ大海物語4』 『CR大海物語4 BLACK』で図柄揃いの6連荘以上達成 『パチスロ大海物語4 with すーぱーそに子』 『Pスーパー海物語 IN JAPAN2』で方言出玉を選択し10曲の中から選択する 『PAスーパー海物語 IN JAPAN2 with 太鼓の達人』で方言出玉を選択し10曲の中から選択する 『Pスーパー海物語 IN JAPAN2 金富士バージョン』で方言出玉を選択し10曲の中から選択する 『PA海物語3R2』で図柄揃いの2連荘以上達成 『P大海物語4スペシャル』で図柄揃いの6連荘以上達成 『PA大海物語4スペシャル With アグネス・ラム』で図柄揃いの4連荘以上達成 『P大海物語4スペシャル BLACK』で図柄揃いの6連荘以上達成 『Pまわるん大海物語4スペシャル With アグネス・ラム 119ver.』で図柄揃いの4連荘以上達成 『P大海物語5』で図柄揃いの6連荘以上達成 『P大海物語5スペシャル』で図柄揃いの6連荘以上達成 『e大海物語5スペシャル』で図柄揃いの6連荘以上達成 |        |
| 『だいすき』って気持ち 〜君にはナイショVer.〜             | マリン                                     | 『CR大海物語4 With アグネス・ラム 遊デジ119ver.』で図柄揃いの3連荘以上達成 『PA大海物語4スペシャル With アグネス・ラム』で図柄揃いの3連荘以上達成 『Pまわるん大海物語4スペシャル With アグネス・ラム 119ver.』で図柄揃いの3連荘以上達成 『PA大海物語5 With アグネス・ラム』で図柄揃いの3連荘以上達成 | 未発売 |
| Hello, New World                                          | 吉野聡留                                   | 『パチスロ大海物語4』 『CR大海物語4 BLACK』で図柄揃いの8連荘以上達成 『パチスロ大海物語4 with すーぱーそに子』 『P大海物語4スペシャル BLACK』で図柄揃いの10連荘以上達成 『Pスーパー海物語 IN 沖縄5 夜桜超旋風』 『PAスーパー海物語 IN 沖縄5 夜桜超旋風 99ver.』 『P大海物語5』で図柄揃いの5連荘以上達成 『P大海物語5 ブラック』で図柄揃いの6連荘以上達成 『P大海物語5スペシャル』で図柄揃いの5連荘以上達成 『e大海物語5スペシャル』で図柄揃いの5連荘以上達成 『PA海物語3R3』で図柄揃いの11連荘以上達成 |        |
| 海物語 〜Go! Go! SEA STORY〜 Dream Mix                    | マリン&ワリン&ウリン with サイキックラバー | 『CR大海物語4 BLACK』で9連荘以降に16R大当たり達成 『パチスロ大海物語4 with すーぱーそに子』 | 未発売 |
| ラブ☆ダッシュremix                                        | アイマリン（内田彩）                       | 『PAドラム海物語 IN 沖縄』で図柄揃い達成 『Pドラム海物語 IN 沖縄 桜バージョン』で図柄揃いの2連荘以上達成 『PAドラム海物語 IN JAPAN』で図柄揃いの6連荘以上達成 | 未発売 |
| じんじん                                                  | （不明）                                   | 『PAドラム海物語 IN 沖縄』で図柄揃いの3連荘以上達成 『Pドラム海物語 IN 沖縄 桜バージョン』で図柄揃いの4連荘以上達成 『S Lucky海物語』 | 未発売 |
| 響け!ネオジャポニズム 〜日本全国Ver〜                     | マリン                                     | 『Pスーパー海物語 IN JAPAN2』で図柄揃いの2連荘以上達成（ご当地選択無し） 『PAスーパー海物語 IN JAPAN2 with 太鼓の達人』で図柄揃いの5連荘以上達成（ご当地選択無し） 『Pスーパー海物語 IN JAPAN2 金富士バージョン』で図柄揃いの5連荘以上達成（ご当地選択無し） 『PAドラム海物語 IN JAPAN』で図柄揃いの2連荘以上達成 『Pギンギラパラダイス 夢幻カーニバル』で図柄揃いの15連荘以上達成 『PAギンギラパラダイス 夢幻カーニバル 強99ver.』で図柄揃いの15連荘以上達成 『P元祖ギンギラパラダイス 強199ver.』で図柄揃いの7連荘以上達成 『Sスーパー海物語 IN JAPAN祭』 『Pスーパー海物語 IN 沖縄5 夜桜超旋風』 『PAスーパー海物語 IN 沖縄5 夜桜超旋風 99ver.』 『PA元祖ギンギラパラダイス 強99ver.』で図柄揃いの7連荘以上達成 『P海物語 極JAPAN』で図柄揃いの4連荘以上達成 |        |
| 響け!ネオジャポニズム 〜北海道地方Ver〜                   | マリン                                     | 『Pスーパー海物語 IN JAPAN2』で図柄揃いの2連荘以上達成（北海道地方選択時） 『PAスーパー海物語 IN JAPAN2 with 太鼓の達人』で図柄揃いの5連荘以上達成（北海道地方選択時） 『Pスーパー海物語 IN JAPAN2 金富士バージョン』で図柄揃いの5連荘以上達成（北海道地方選択時） | 未発売 |
| 響け!ネオジャポニズム 〜東北地方Ver〜                     | マリン                                     | 『Pスーパー海物語 IN JAPAN2』で図柄揃いの2連荘以上達成（東北地方選択時） 『PAスーパー海物語 IN JAPAN2 with 太鼓の達人』で図柄揃いの5連荘以上達成（東北地方選択時） 『Pスーパー海物語 IN JAPAN2 金富士バージョン』で図柄揃いの5連荘以上達成（東北地方選択時） | 未発売 |
| 響け!ネオジャポニズム 〜関東地方Ver〜                     | マリン                                     | 『Pスーパー海物語 IN JAPAN2』で図柄揃いの2連荘以上達成（関東地方選択時） 『PAスーパー海物語 IN JAPAN2 with 太鼓の達人』で図柄揃いの5連荘以上達成（関東地方選択時） 『Pスーパー海物語 IN JAPAN2 金富士バージョン』で図柄揃いの5連荘以上達成（関東地方選択時） | 未発売 |
| 響け!ネオジャポニズム 〜中部地方Ver〜                     | マリン                                     | 『Pスーパー海物語 IN JAPAN2』で図柄揃いの2連荘以上達成（中部地方選択時） 『PAスーパー海物語 IN JAPAN2 with 太鼓の達人』で図柄揃いの5連荘以上達成（中部地方選択時） 『Pスーパー海物語 IN JAPAN2 金富士バージョン』で図柄揃いの5連荘以上達成（中部地方選択時） | 未発売 |
| 響け!ネオジャポニズム 〜近畿地方Ver〜                     | マリン                                     | 『Pスーパー海物語 IN JAPAN2』で図柄揃いの2連荘以上達成（近畿地方選択時） 『PAスーパー海物語 IN JAPAN2 with 太鼓の達人』で図柄揃いの5連荘以上達成（近畿地方選択時） 『Pスーパー海物語 IN JAPAN2 金富士バージョン』で図柄揃いの5連荘以上達成（近畿地方選択時） | 未発売 |
| 響け!ネオジャポニズム 〜中国地方Ver〜                     | マリン                                     | 『Pスーパー海物語 IN JAPAN2』で図柄揃いの2連荘以上達成（中国地方選択時） 『PAスーパー海物語 IN JAPAN2 with 太鼓の達人』で図柄揃いの5連荘以上達成（中国地方選択時） 『Pスーパー海物語 IN JAPAN2 金富士バージョン』で図柄揃いの5連荘以上達成（中国地方選択時） | 未発売 |
| 響け!ネオジャポニズム 〜四国地方Ver〜                     | マリン                                     | 『Pスーパー海物語 IN JAPAN2』で図柄揃いの2連荘以上達成（四国地方選択時） 『PAスーパー海物語 IN JAPAN2 with 太鼓の達人』で図柄揃いの5連荘以上達成（四国地方選択時） 『Pスーパー海物語 IN JAPAN2 金富士バージョン』で図柄揃いの5連荘以上達成（四国地方選択時） | 未発売 |
| 響け!ネオジャポニズム 〜九州地方Ver〜                     | マリン                                     | 『Pスーパー海物語 IN JAPAN2』で図柄揃いの2連荘以上達成（九州地方選択時） 『PAスーパー海物語 IN JAPAN2 with 太鼓の達人』で図柄揃いの5連荘以上達成（九州地方選択時） 『Pスーパー海物語 IN JAPAN2 金富士バージョン』で図柄揃いの5連荘以上達成（九州地方選択時） | 未発売 |
| わっしょい夏祭り                                          | （不明）                                   | 『Pスーパー海物語 IN JAPAN2』で図柄揃いの3連荘以上達成 『Pスーパー海物語 IN JAPAN2 金富士バージョン』で図柄揃いの6連荘以上達成 『PAドラム海物語 IN JAPAN』で図柄揃いの3連荘以上達成 |        |
| 夏祭り                                                    | JITTERIN'JINN                              | 『PAスーパー海物語 IN JAPAN2 with 太鼓の達人』で図柄揃いの2連荘以上達成 『P海物語 極JAPAN』で図柄揃い達成 |        |
| Sunny Days!                                               | アイマリン&アイウリン                      | 『PAスーパー海物語 IN JAPAN2 with 太鼓の達人』で図柄揃いの3連荘以上達成 『Pスーパー海物語 IN 沖縄5 夜桜超旋風』 『PAスーパー海物語 IN 沖縄5 夜桜超旋風 99ver.』 『PAスーパー海物語 IN 地中海2』 |        |
| Sea Breeze                                                | アイマリン&アイウリン                      | 『PAスーパー海物語 IN JAPAN2 with 太鼓の達人』で図柄揃いの4連荘以上達成 『Pスーパー海物語 IN 沖縄5 夜桜超旋風』 『PAスーパー海物語 IN 沖縄5 夜桜超旋風 99ver.』 『PAスーパー海物語 IN 地中海2』 |        |
| Marine Mirage                                             | アイマリン&アイワリン&アイウリン           | 『PAスーパー海物語 IN JAPAN2 with 太鼓の達人』でスペシャル魚群タイムに突入 『Pスーパー海物語 IN 沖縄5 夜桜超旋風』 『PAスーパー海物語 IN 沖縄5 夜桜超旋風 99ver.』 『PAスーパー海物語 IN 地中海2』 『P海物語 極JAPAN』で極ノ刻に突入 |        |
| ACROSS THE LINE                                           | （不明）                                   | 『PAスーパー海物語 IN 地中海』で図柄揃いの2連荘以上達成 『PA海物語3R2スペシャル』で図柄揃いの7連荘以上達成 『Pスーパー海物語 IN 沖縄5 夜桜超旋風』 『PAスーパー海物語 IN 沖縄5 夜桜超旋風 99ver.』 『PAスーパー海物語 IN 地中海2』 |        |
| シュガシュガ・マリン・クルージング (アレンジVer.)         | （不明）                                   | 『PAスーパー海物語 IN 地中海』で図柄揃いの3連荘以上達成 『PA新海物語』で図柄揃いの6連荘以上達成 『e新海物語349』で図柄揃いの7連荘以上達成 『PAスーパー海物語 IN 地中海2』 | 未発売 |
| LET ME SHINE (アレンジVer.)                               | （不明）                                   | 『PAスーパー海物語 IN 地中海』で図柄揃いの4連荘以上達成 『PAスーパー海物語 IN 地中海2』 | 未発売 |
| あゝ金富士                                                | マリン&ワリン&ウリン                       | 『Pスーパー海物語 IN JAPAN2 金富士バージョン』で図柄揃いの2連荘以上達成 『PA海物語3R2スペシャル』で図柄揃いの6連荘以上達成 『Pスーパー海物語 IN 沖縄5 夜桜超旋風』 『PAスーパー海物語 IN 沖縄5 夜桜超旋風 99ver.』 『P海物語 極JAPAN』で図柄揃いの5連荘以上達成 |        |
| 涙色メロディー                                            | ワリン                                     | 『Pスーパー海物語 IN JAPAN2 金富士バージョン』で図柄揃いの3連荘以上達成 『Pスーパー海物語 IN 沖縄5 夜桜超旋風』 『PAスーパー海物語 IN 沖縄5 夜桜超旋風 99ver.』 |        |
| ふたりの海物語 〜スペシャルバージョン〜                   | マリン&ワリン&ウリン                       | 『Pスーパー海物語 IN JAPAN2 金富士バージョン』で図柄揃いの4連荘以上達成 『PAスーパー海物語 IN 地中海2』 |        |
| Marine Dreamin'                                           | 鹿乃                                       | 『S Lucky海物語』 『Pスーパー海物語 IN 沖縄5 夜桜超旋風』 『PAスーパー海物語 IN 沖縄5 夜桜超旋風 99ver.』 『PAスーパー海物語 IN 地中海2』 |        |
| GINPARA DREAM                                             | （不明）                                   | 『Pギンギラパラダイス 夢幻カーニバル』で図柄揃い達成 『PAギンギラパラダイス 夢幻カーニバル 強99ver.』で図柄揃い達成 『P元祖ギンギラパラダイス 強199ver.』で図柄揃いの3連荘以上達成 『PA元祖ギンギラパラダイス 強99ver.』で図柄揃いの3連荘以上達成 『PAスーパー海物語 IN 地中海2』 |        |
| Livin' La Vida Loca                                       | Ricky Martin                               | 『Pギンギラパラダイス 夢幻カーニバル』で図柄揃いの2連荘以上達成 『PAギンギラパラダイス 夢幻カーニバル 強99ver.』で図柄揃いの2連荘以上達成 |        |
| Samba De Janeiro                                          | （不明）                                   | 『Pギンギラパラダイス 夢幻カーニバル』で図柄揃いの3連荘以上達成 『PAギンギラパラダイス 夢幻カーニバル 強99ver.』で図柄揃いの3連荘以上達成 |        |
| 海☆戦士                                                   | サイキックラバー                           | 『P大海物語4スペシャル BLACK』で図柄揃いの11連荘以上達成 『PA海物語3R2スペシャル』で図柄揃いの9連荘以上達成 『PAスーパー海物語 IN 地中海2』 | 未発売 |
| 海物語 〜Go!Go! SEA STORY〜 サードシーズン                | マリン                                     | 『Pスーパー海物語 IN 沖縄5』で図柄揃いの2連荘以上達成 『PAスーパー海物語 IN 沖縄5 with アイマリン』で図柄揃いの3連荘以上達成 『Pスーパー海物語 IN 沖縄5 桜Ver』で図柄揃いの2連荘以上達成 『PA海物語3R2スペシャル』で図柄揃い達成 『P元祖ギンギラパラダイス 強199ver.』で図柄揃いの4連荘以上達成 『Sスーパー海物語 IN JAPAN祭』 『Pスーパー海物語 IN 沖縄5 夜桜超旋風』 『PA新海物語』で図柄揃いの3連荘以上達成 『PAスーパー海物語 IN 沖縄5 夜桜超旋風 99ver.』 『P大海物語5』で奇数図柄揃い達成 『PA元祖ギンギラパラダイス 強99ver.』で図柄揃いの4連荘以上達成 『PA大海物語5 With アグネス・ラム』で奇数図柄揃い達成 『e新海物語349』で奇数図柄揃い達成 『P大海物語5 ブラック』で図柄揃い達成 『PAスーパー海物語 IN 地中海2』 『P大海物語5スペシャル』で偶数図柄揃い達成 『e大海物語5スペシャル』で偶数図柄揃い達成 『P海物語 極JAPAN』で図柄揃い達成 『PA海物語3R3』で図柄揃いの3連荘以上達成 |        |
| ダイナミック琉球                                          | イクマあきら                               | 『Pスーパー海物語 IN 沖縄5』で図柄揃い達成 『PAスーパー海物語 IN 沖縄5 with アイマリン』で図柄揃い達成 『Pスーパー海物語 IN 沖縄5 桜Ver』で図柄揃い達成 『Pスーパー海物語 IN 沖縄5 夜桜超旋風』 『PAスーパー海物語 IN 沖縄5 夜桜超旋風 99ver.』 |        |
| ダイナミック琉球 〜エイサーver.〜                         | マリン&ワリン&ウリン                       | 『Pスーパー海物語 IN 沖縄5』でエイサー祭に突入 『PAスーパー海物語 IN 沖縄5 with アイマリン』で図柄揃いの5連荘以上達成 『Pスーパー海物語 IN 沖縄5 桜Ver』でダイナミックボーナスに突入 |        |
| みんなで一緒にちゅら海へ!                                 | マリン                                     | 『Pスーパー海物語 IN 沖縄5』で図柄揃いの4連荘以上達成 『PAスーパー海物語 IN 沖縄5 with アイマリン』で図柄揃いの6連荘以上達成 『Pスーパー海物語 IN 沖縄5 桜Ver』で図柄揃いの4連荘以上達成 『PA海物語3R2スペシャル』で図柄揃いの8連荘以上達成 『P元祖ギンギラパラダイス 強199ver.』で図柄揃いの6連荘以上達成 『Pスーパー海物語 IN 沖縄5 夜桜超旋風』 『PAスーパー海物語 IN 沖縄5 夜桜超旋風 99ver.』 『PA元祖ギンギラパラダイス 強99ver.』で図柄揃いの6連荘以上達成 |        |
| みんなもおいでよちゅら海へ!                               | マリン&ウリン                              | 『Pスーパー海物語 IN 沖縄5』で偶数図柄大当り後のオープニング中にパールボタンを10回押すと出現することがある。 |        |
| ナナイロサマータイム                                      | 9代目ミスマリンちゃん                      | 『Pスーパー海物語 IN 沖縄5』で図柄揃いの3連荘以上達成 『Pスーパー海物語 IN 沖縄5 桜Ver』で図柄揃いの3連荘以上達成 『Pスーパー海物語 IN 沖縄5 夜桜超旋風』 『PAスーパー海物語 IN 沖縄5 夜桜超旋風 99ver.』 |        |
| Go Wave!                                                  | アイマリン（内田彩）                       | 『PAスーパー海物語 IN 沖縄5 with アイマリン』で図柄揃いの2連荘以上達成 『Pスーパー海物語 IN 沖縄5 夜桜超旋風』 『PAスーパー海物語 IN 沖縄5 夜桜超旋風 99ver.』 『PAスーパー海物語 IN 地中海2』 『P大海物語5スペシャル』で図柄揃いの2連荘以上達成 『e大海物語5スペシャル』で図柄揃いの2連荘以上達成 |        |
| Stand up! Blaze up!                                       | アイマリン（内田彩）                       | 『PAスーパー海物語 IN 沖縄5 with アイマリン』で図柄揃いの4連荘以上達成 『Pスーパー海物語 IN 沖縄5 夜桜超旋風』 『PAスーパー海物語 IN 沖縄5 夜桜超旋風 99ver.』 『P大海物語5 ブラック』で図柄揃いの4連荘以上達成 『PAスーパー海物語 IN 地中海2』 『P大海物語5スペシャル』で図柄揃いの2連荘以上達成 『e大海物語5スペシャル』で図柄揃いの2連荘以上達成 『P海物語 極JAPAN』で極ノ刻に突入 |        |
| 千本桜 (沖縄5桜Ver)                                       | アイマリン（内田彩）                       | 『Pスーパー海物語 IN 沖縄5 桜Ver』で図柄揃いの2連荘以上達成 『Pスーパー海物語 IN 沖縄5 夜桜超旋風』 『PAスーパー海物語 IN 沖縄5 夜桜超旋風 99ver.』 |        |
| 千本桜 夜桜の舞Ver                                        | （不明）                                   | 『Pスーパー海物語 IN 沖縄5 桜Ver』で千本桜ゾーンに突入 『Pスーパー海物語 IN 沖縄5 夜桜超旋風』 『PAスーパー海物語 IN 沖縄5 夜桜超旋風 99ver.』 | 未発売 |
| ひらひらり                                                | マリン                                     | 『Pスーパー海物語 IN 沖縄5 桜Ver』で海桜ゾーンに突入 『Pスーパー海物語 IN 沖縄5 夜桜超旋風』 『PAスーパー海物語 IN 沖縄5 夜桜超旋風 99ver.』 『PAスーパー海物語 IN 地中海2』 | 未発売 |
| sea for two (アレンジVer.)                                | 吉野聡留                                   | 『P元祖ギンギラパラダイス 強199ver.』で図柄揃いの2連荘以上達成 『PA元祖ギンギラパラダイス 強99ver.』で図柄揃いの2連荘以上達成 『PAスーパー海物語 IN 地中海2』 | 未発売 |
| キミキュンラブ                                            | konoco                                     | 『Sスーパー海物語 IN JAPAN祭』 | 未発売 |
| DEEP BLUE TOWNへおいでよ                                  | teamうみフレ                               | 『Pスーパー海物語 IN 沖縄5 夜桜超旋風』 『PAスーパー海物語 IN 沖縄5 夜桜超旋風 99ver.』 『PAスーパー海物語 IN 地中海2』 |        |
| DEEP BLUE SONG                                            | アイマリン（内田彩）                       | 『Pスーパー海物語 IN 沖縄5 夜桜超旋風』 『PAスーパー海物語 IN 沖縄5 夜桜超旋風 99ver.』 『PAスーパー海物語 IN 地中海2』 『P海物語 極JAPAN』で極ノ刻に突入 |        |
| 夏色サンセット (アレンジVer.)                             | （不明）                                   | 『PA新海物語』で図柄揃いの2連荘または4連荘以上達成 『e新海物語349』で図柄揃いの3連荘以上達成 | 未発売 |
| 夏色サンセット (SUPERサポートタイムVer.)                  | （不明）                                   | 『PA新海物語』でSUPERサポートタイムに突入する 『e新海物語349』で全曲解放後に「夏色サンセット」を選択する | 未発売 |
| Rainbow Revolution (2022新録Ver.)                         | マリン&ワリン                              | 『PA新海物語』で図柄揃いの5連荘以上達成 『e新海物語349』で図柄揃いの6連荘以上達成 | 未発売 |
| The Boon!                                                 | アイマリン（内田彩）                       | 『PA新海物語』で10ラウンド大当たりに突入 『e新海物語349』で図柄揃いの4連荘以上達成 『PAスーパー海物語 IN 地中海2』 『P大海物語5スペシャル』で図柄揃いの2連荘以上達成 『e大海物語5スペシャル』で図柄揃いの2連荘以上達成 |        |
| Wave the Remember                                         | アイマリン（内田彩）&壱華零（佐伯伊織）    | 『PA新海物語』で10ラウンド大当たりに突入 『e新海物語349』で図柄揃いの5連荘以上達成 『P大海物語5 ブラック』で図柄揃いの5連荘以上達成 『PAスーパー海物語 IN 地中海2』 『P大海物語5スペシャル』で図柄揃いの2連荘以上達成 『e大海物語5スペシャル』で図柄揃いの2連荘以上達成 |        |
| Trinity Starlight                                         | （不明）                                   | 『P GO!GO!マリン 超連撃BATTLE』 | 未発売 |
| BIG SEA in the world                                      | （不明）                                   | 『P大海物語5』で図柄揃いの2連荘以上達成 『PA大海物語5 With アグネス・ラム』で図柄揃いの3連荘以上達成 『P大海物語5 ブラック』 『PAスーパー海物語 IN 地中海2』 『P大海物語5スペシャル』で図柄揃いの7連荘以上達成 『e大海物語5スペシャル』で図柄揃いの7連荘以上達成 |        |
| Pearl and bright                                          | （不明）                                   | 『P大海物語5』で図柄揃いの3連荘以上達成 『PA大海物語5 With アグネス・ラム』で図柄揃いの4連荘以上達成 『P大海物語5 ブラック』で図柄揃いの3連荘以上達成 |        |
| Sea in the Story                                          | （不明）                                   | 『P大海物語5』で図柄揃いの7連荘以上達成 『PA大海物語5 With アグネス・ラム』で図柄揃いの5連荘以上達成 『P大海物語5スペシャル』で図柄揃いの2連荘以上達成 『e大海物語5スペシャル』で図柄揃いの2連荘以上達成 |        |
| カラフルVacation                                          | 駒形友梨                                   | 『PA大海物語5 With アグネス・ラム』で図柄揃いの2連荘以上達成 | 未発売 |
| NExt Wave!!                                               | 駒形友梨                                   | 『PA大海物語5 With アグネス・ラム』で10ラウンド大当たりに突入 | 未発売 |
| クジラッキーは、しクジラない!                             | くろくも                                   | 『e新海物語349』で図柄揃いの2連荘以上達成 『PAスーパー海物語 IN 地中海2』 『P大海物語5スペシャル』で図柄揃いの3連荘以上達成 『e大海物語5スペシャル』で図柄揃いの3連荘以上達成 『P海物語 極JAPAN』で図柄揃いの3連荘以上達成 |        |
| Black new day.                                            | （不明）                                   | 『P大海物語5 ブラック』で図柄揃いの2連荘以上達成 | 未発売 |
| みんなが大好きちゅら海へ!                                 | マリン&ウリン                              | 『PAスーパー海物語 IN 地中海2』 |        |
| ダンシング・クレイジー                                    | アイマリン（内田彩）&壱華零（佐伯伊織）    | 『PAスーパー海物語 IN 地中海2』 『P大海物語5スペシャル』で図柄揃いの2連荘以上達成 『e大海物語5スペシャル』で図柄揃いの2連荘以上達成 |        |
| 爽快奪回Sunlight                                          | アイマリン（内田彩）&壱華零（佐伯伊織）    | 『PAスーパー海物語 IN 地中海2』 『P大海物語5スペシャル』で図柄揃いの2連荘以上達成 『e大海物語5スペシャル』で図柄揃いの2連荘以上達成 『P海物語 極JAPAN』で極ノ刻に突入 |        |
| もう1回!                                                  | ずま                                       | 『PAスーパー海物語 IN 地中海2』 |        |
| #ツナガルセカイ                                           | ウリン                                     | 『PAスーパー海物語 IN 地中海2』 | 未発売 |
| シュガシュガ・ウリン・クルージング                        | ウリン                                     | 『PAスーパー海物語 IN 地中海2』 | 未発売 |
| スタートライン                                            | （不明）                                   | 『P大海物語5スペシャル』で奇数図柄揃い達成 『e大海物語5スペシャル』で奇数図柄揃い達成 | 未発売 |
| 海物語 〜Go!Go! SEA STORY〜 HIPHOP VERSION                | ずま                                       | 『P大海物語5スペシャル』で図柄揃いの8連荘以上達成 『e大海物語5スペシャル』で図柄揃いの8連荘以上達成 |        |
| 月華乱舞                                                  | 火鈴（上田瞳）                             | 『P海物語 極JAPAN』で図柄揃いの2連荘以上達成 | 未発売 |
| 七色の物語                                                | マリン                                     | 『PA海物語3R3』で図柄揃いの2連荘以上達成 | 未発売 |
| シュガシュガ・マリン・クルージング (Audition Idol ver.)   | AIミスマリン                               | - | 未発売 |

## ゲーム
バンダイナムコゲームス（現：バンダイナムコアミューズメント）が海物語シリーズをモチーフとしたメダルゲーム『海物語 ラッキーマリンシアター』を発表。当初2007年冬に発売予定となっていたが、最終的に2008年6月よりゲームセンターへの設置が開始された。2020年7月に、後継機の『海物語 ラッキーマリンツアーズ』が稼動を開始した。

## 音楽

### 配信限定シングル
| タイトル                          | アーティスト                        | 発売日         | 規格品番         | 発売元                 |
| --------------------------------- | ----------------------------------- | -------------- | ---------------- | ---------------------- |
| Marine Dreamin'                   | 八王子P×鹿乃                        | 2015年4月26日  | TFDS-00308       | トイズファクトリー     |
| 夏色 〜Touch My Heart〜           | マリン                              | 2015年5月11日  | RSFC-8101        | SANYO MUSIC            |
| Marine Bloomin'                   | 八王子P×マーティ・フリードマン×鹿乃 | 2016年3月28日  | TFDS-00325       | トイズファクトリー     |
| Dive to Blue                      | アイマリン                          | 2016年7月18日  | COKM-40020       | 日本コロムビア         |
| 千本桜 (沖縄4桜Ver)               | アイマリン                          | 2017年4月29日  | RSFC-8165        | SANYO MUSIC            |
| DEEP BLUE TOWNへおいでよ          | teamうみフレ                        | 2017年7月16日  | PCSP-02284       | ポニーキャニオン       |
| DEEP BLUE SONG                    | アイマリン                          | 2017年8月25日  | PCSP-02285       | ポニーキャニオン       |
| Sea Breeze                        | アイマリン&アイワリン               | 2018年7月30日  | PCSP-02482       | ポニーキャニオン       |
| Sunny Days!                       | アイマリン&アイウリン               | 2018年8月31日  | PCSP-02494       | ポニーキャニオン       |
| Marine Mirage                     | アイマリン&アイウリン&アイワリン    | 2018年9月28日  | PCSP-02519       | ポニーキャニオン       |
| Stand Up! Blaze Up!               | アイマリン                          | 2020年2月25日  | A-82007          | アイマリンプロジェクト |
| The Boon!                         | アイマリン                          | 2020年12月16日 | A-92855          | アイマリンプロジェクト |
| Wave the Remember                 | アイマリン&壱華零                   | 2021年6月25日  | PA-00088385      | アイマリンプロジェクト |
| GoWave!                           | アイマリン                          | 2021年9月6日   | PA-00090823      | アイマリンプロジェクト |
| ダンシング・クレイジー            | アイマリン&壱華零                   | 2022年8月30日  | PA-00102457      | アイマリンプロジェクト |
| 爽快奪回Sunlight                  | アイマリン&壱華零                   | 2023年4月29日  | PA-00116206      | TOKYO LOGIC            |
| クジラッキーは、しクジラない!     | くろくも                            | 2023年5月31日  | RSFC-14145       | SANYO MUSIC            |
| もう1回!                          | ずま                                | 2024年3月13日  | TCJPR-0001140145 | STARBASE RECORDS       |
| Frustration                       | アイマリン&壱華零                   | 2024年4月28日  | PA-00141707      | TOKYO LOGIC            |
| Go!Go! SEA STORY (HIPHOP VERSION) | Matt Cab&ずま                       | 2024年7月15日  | TCJPR-0001198013 | STARBASE RECORDS       |

## テレビアニメ
『うみものがたり 〜あなたがいてくれたコト〜』のタイトルで、2009年夏よりCBC制作・TBS系列局などで放送された。本作では、マリンは海の世界に住む海人（うみびと）という設定となっており、タイトルとキャラクター名以外はほぼオリジナルの内容となる。